# Kunststoff

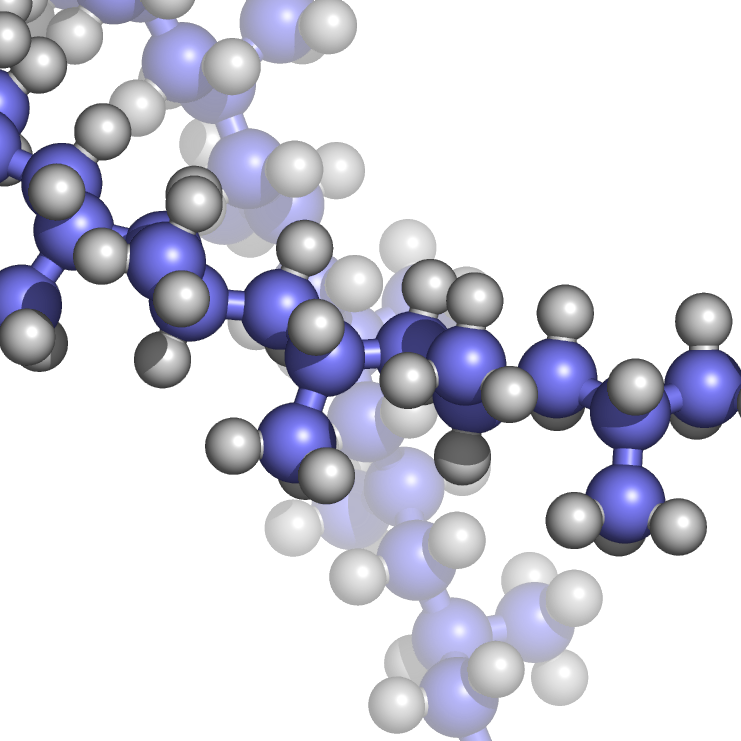
Polypropylen (Kugel-Stab-Modell; Blau: Kohlenstoff; Grau: Wasserstoff)

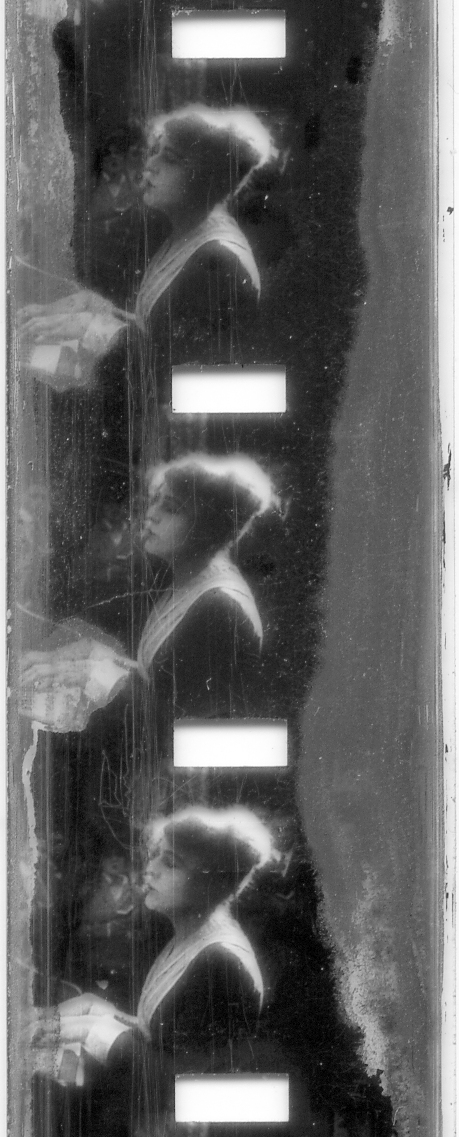
Zelluloid – hier ein alter 9,5-mm-Filmstreifen – gilt als der erste Thermoplast

Als Kunststoff, auch Plastik beziehungsweise regional Plaste oder Plast, werden Werkstoffe bezeichnet, die hauptsächlich aus Makromolekülen bestehen.
Wichtige Merkmale von Kunststoffen sind ihre technischen Eigenschaften, wie Formbarkeit, Härte, Elastizität, Bruchfestigkeit, Temperatur-, Wärmeformbeständigkeit und chemische Beständigkeit, die sich durch die Wahl der Makromoleküle, Herstellungsverfahren und in der Regel durch Beimischung von Additiven in weiten Grenzen variieren lassen. Kunststoffe werden bezüglich ihrer physikalischen Eigenschaften in drei großen Gruppen unterteilt: Thermoplaste, Duroplaste und Elastomere. Die ISO 1043 legt für eine große Anzahl von Kunststoffen Kurzzeichen fest.
Kunststoffe werden zu Formteilen, Halbzeugen, Fasern oder Folien weiterverarbeitet. Sie dienen als Verpackungsmaterialien, Textilfasern, Wärmedämmung, Rohre, Bodenbeläge, Bestandteile von Lacken und Klebstoffen, Waschmitteln und Kosmetika, als Material für Sportgeräte und Spielzeug, in der Elektrotechnik für Isolierungen, Leiterplatten, Gehäuse, im Fahrzeugbau für Reifen, Polsterungen, Armaturenbretter, Benzintanks und vieles mehr.
Die jeweiligen Makromoleküle eines Kunststoffes sind Polymere und daher aus wiederholenden Grundeinheiten aufgebaut. Die Größe der Makromoleküle eines Polymers variiert zwischen einigen tausend bis über eine Million Grundeinheiten. Beispielsweise besteht das Polymer Polypropylen (Kurzzeichen PP) aus sich vielfach wiederholenden Propyleneinheiten. Die Polymere können unverzweigte, verzweigte oder vernetzte Moleküle sein.
Die Polymere können aus Naturstoffen gewonnen oder rein synthetisch sein. Synthetische Polymere werden durch Kettenpolymerisation, Polyaddition oder Polykondensation aus Monomeren oder Prepolymeren erzeugt. Halbsynthetische Kunststoffe entstehen durch die Modifikation natürlicher Polymere (vorwiegend Zellulose zu Zelluloid), während andere bio-basierte Kunststoffe wie Polymilchsäure oder Polyhydroxybuttersäure durch die Fermentation von Zucker oder Stärke hergestellt werden.
Zwischen 1950 und 2015 wurden weltweit rund 8,3 Mrd. Tonnen Kunststoff hergestellt – das ergibt etwa eine Tonne pro Kopf der Weltbevölkerung. Die Hälfte der Produktion stammt aus den letzten 13 Jahren. Von dieser Menge wurden ca. 6,3 Mrd. Tonnen zu Abfall, der zu 9 % recycelt, zu 12 % verbrannt und zu 79 % auf Müllhalden deponiert wurde bzw. sich in der Umwelt anreichert. Kunststoffe im Allgemeinen stehen wegen der Abfallproblematik und möglicher Gesundheitsgefahren in der Kritik.

## Entwicklungsgeschichte der Kunststoffe

### Vorstufe

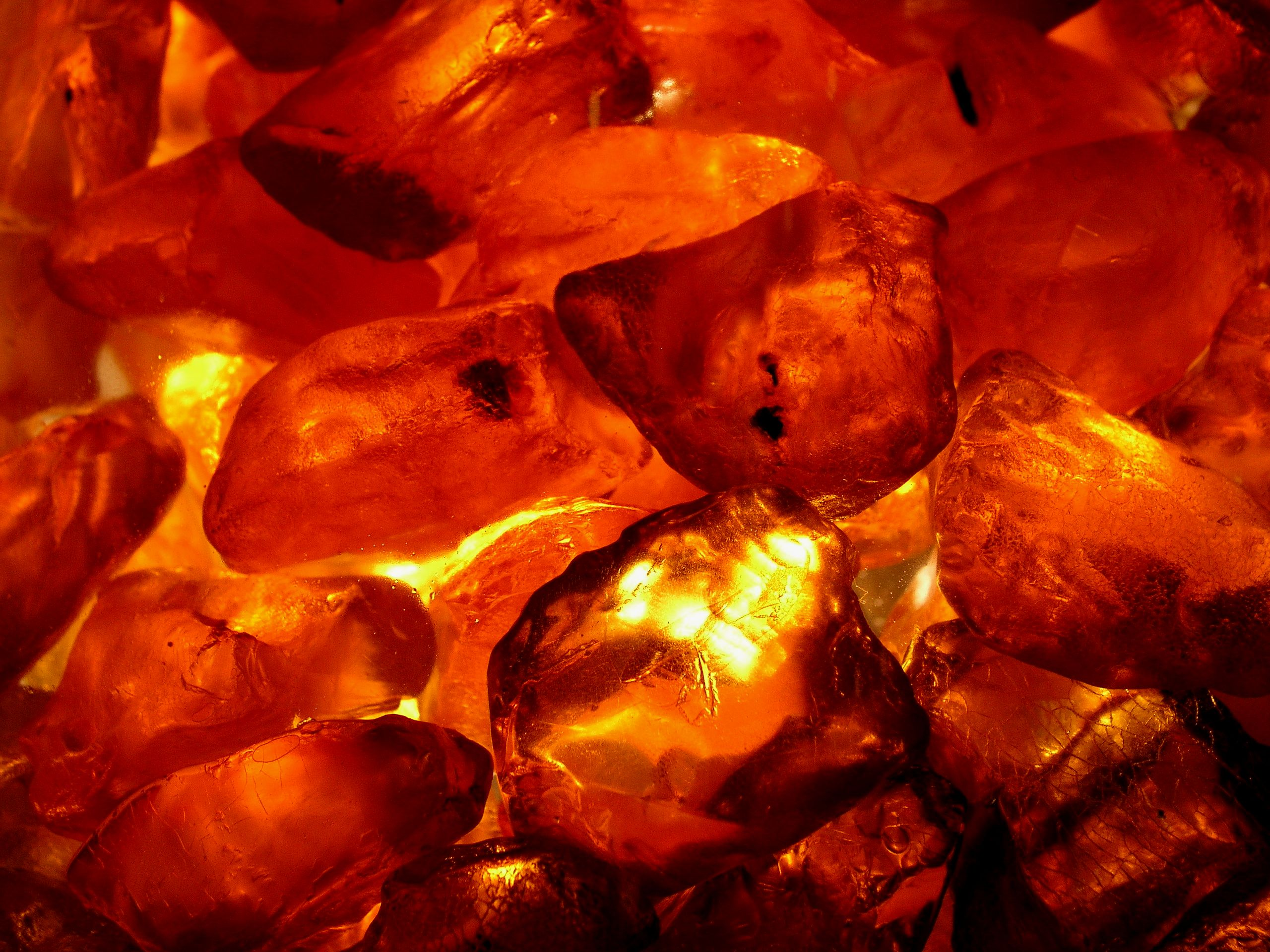
Natürlicher „Kunststoff“ Bernstein

Biopolymere und natürlich vorkommende Polymere werden von Menschen schon seit Urzeiten verwendet. Alle Tiere und Pflanzen enthalten in ihren Zellen Polymere. Holz diente dem Menschen zunächst als Brennholz und Werkzeug, etwa als Wurfholz, Speer und als Baumaterial. Der Zellverband Tierhaut oder Fell wurde durch Gerben stabilisiert, damit vor dem raschen Verwesen geschützt und so zu haltbarem Leder. Aus Wolle, abgeschnittenen Tierhaaren, wurden durch Verspinnen und Weben oder durch Filzen Bekleidung und Decken hergestellt.
Birken lieferten den ersten Kunststoff der Menschheitsgeschichte, das aus Birkenrinde durch Trockendestillation gewonnene Birkenpech, das sowohl Neandertalern als auch dem steinzeitlichen Homo sapiens als Klebstoff bei der Herstellung von Werkzeugen diente.
In Mesopotamien wurden Wasserbecken und Kanäle mit natürlichem Asphalt abgedichtet. Ebenso wurden dort bestimmte Baumharze als Gummi Arabicum eingesetzt und nach Europa exportiert. Aus Europa ist Bernstein als fossiles Harz für die Verwendung bei Pfeilspitzen und Schmuckgegenständen bekannt. Im Mittelalter wurde Tierhorn durch bestimmte Verfahrensschritte in einen plastisch verformbaren Stoff verwandelt. Bereits um 1530 wurde im Hause der Fugger nach einem Rezept des bayerischen Benediktinermönches Wolfgang Seidel transparentes Kunsthorn aus Ziegenkäse gefertigt und vertrieben.

### Industriegeschichte

#### Frühe Entwicklungen
Im 17. und 18. Jahrhundert brachten Naturforscher aus milchigen Baumsäften gewonnene, elastische Massen (Kautschuk) aus Malaysia und Brasilien mit. Für diese wurde in Deutschland der Begriff Gummi eingeführt. Seit Mitte des 19. Jahrhunderts entwickelte sich eine rasch wachsende Gummiindustrie.
Der Erfinder Charles Goodyear stellte 1839 fest, dass sich Kautschuk bei Hitzeeinwirkung durch Zusatz von Schwefel in Gummi umwandelt. Dieser Prozess wird Vulkanisation genannt. Charles Goodyear fertigte aus dem neuen Material zunächst Gummihandschuhe. Um 1850 entdeckte er außerdem Hartgummi, ein durch Erhitzen in Gegenwart von Schwefel erhärteter Naturkautschuk, der anfangs als Ebonit vermarktet wurde. Daraus wurden zum Beispiel Schmuckstücke, Füllfederhalter, Klaviertasten, Tabakpfeifen und Teile von Telefonen hergestellt. Dieser erste Duroplast startete die Entwicklung der Kunststoffe als Werkstoff im Umfeld des Menschen.

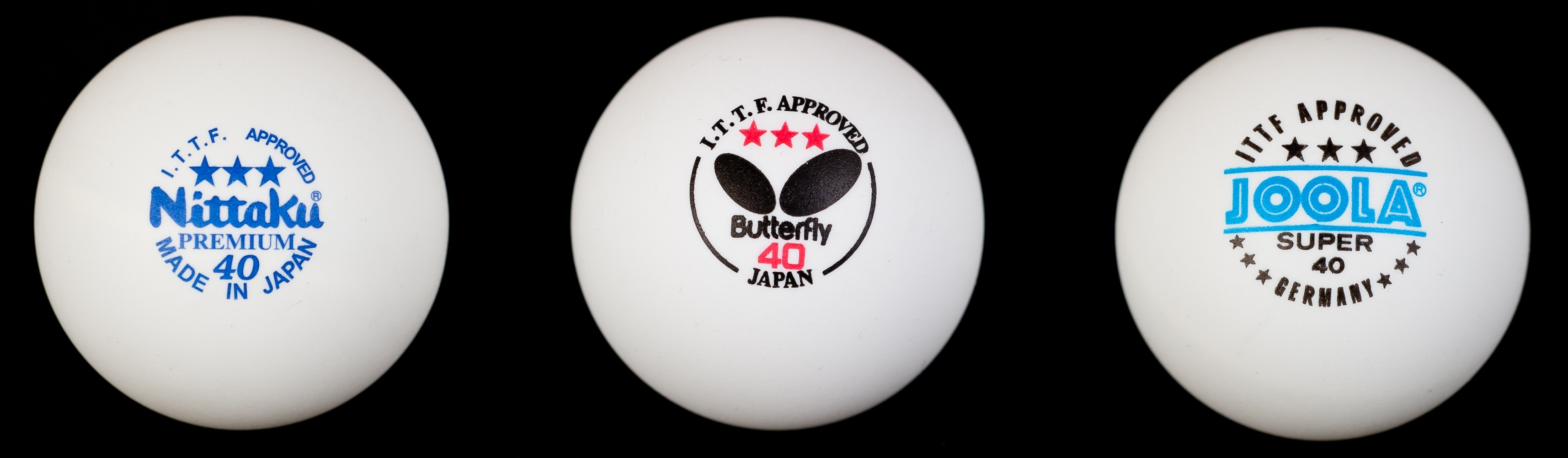
Tischtennisbälle aus Zelluloid

Die Entwicklung des Zelluloids ist mehreren Chemikern zu verdanken. Christian Friedrich Schönbein entwickelte 1846 die Schießbaumwolle, indem er Baumwolle mit Salpetersäure versetzte. Der Engländer Maynard löste Schießbaumwolle in einem Ethanol-Äther-Gemisch und erhielt nach Verdampfung elastische Häutchen (Kollodium). Der Engländer Cuttin verknetete das Kollodium mit alkoholischer Campherlösung zu Zelluloid. Im Jahr 1869 nutzte John Wesley Hyatt das Zelluloid als Kunststoff und entwickelte drei Jahre später die erste Spritzgussmaschine. Später wurde in England das Zellulosenitrat zur Imprägnierung von Textilien entwickelt.
Max Fremery und Johann Urban lösten mit einer ammoniakalischen Kupferhydroxidlösung Zellulose auf. Mit dieser Lösung (Cupro) konnten ab den 1890er-Jahren leicht Kupfer-Reyon-Fäden als erste Viskosefaser hergestellt werden.

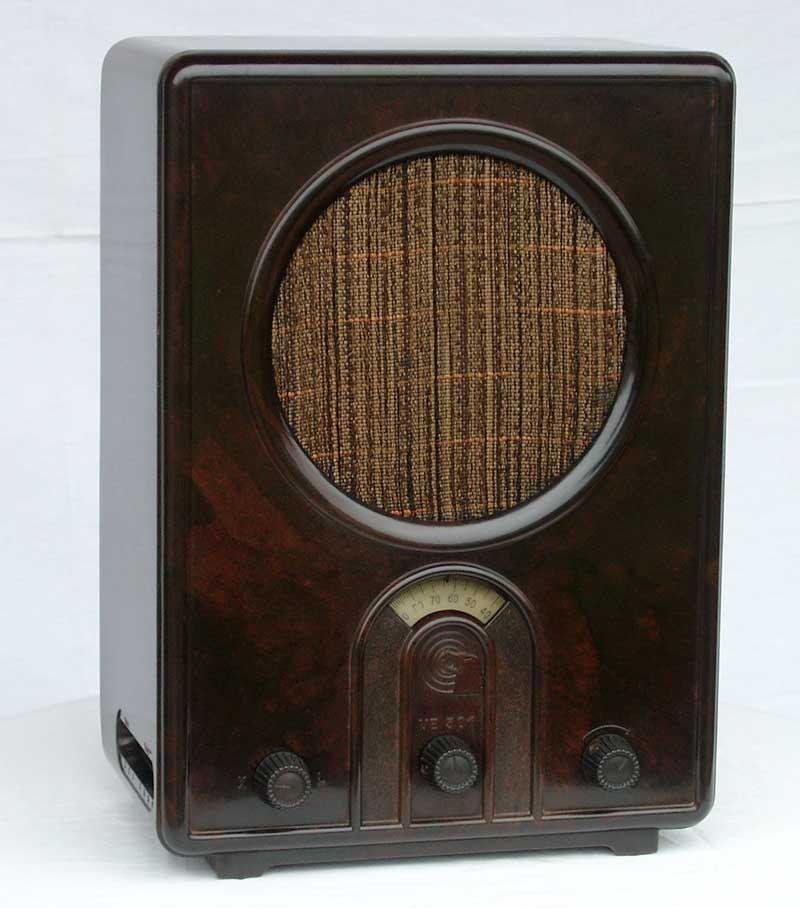
Volksempfänger mit Bakelit-Gehäuse

Adolf von Baeyer beschrieb 1872 die Polykondensation von Phenol und Formaldehyd. Der belgische Chemiker Leo Hendrik Baekeland untersuchte die Wirkung von Säure und Alkali bei dieser Reaktion und entwickelte 1907 ein Verfahren (seit 1909 in der technischen Produktion) zur Herstellung und Weiterverarbeitung eines Phenolharzes. Dieser von ihm Bakelit getaufte Kunststoff war der erste in großen Mengen industriell hergestellte, synthetische Duroplast. Dank seiner Eignung als elektrischer Isolator wurde er unter anderem in der aufstrebenden Elektroindustrie eingesetzt.
Wilhelm Krische und Adolf Spittler entwickelten 1885 das Galalith (Kunsthorn). Der Kunststoff ähnelt stark dem tierischen Horn oder Elfenbein. Das Kunsthorn wird aus Kasein und Formaldehydlösung hergestellt. Daraus wurden zum Beispiel Knöpfe, Anstecknadeln, Gehäuse für Radios, Zigarettendosen, Spielzeuge, Griffe für Regenschirme in den verschiedensten Farben gefertigt.
Der deutsche Chemiker Fritz Hofmann meldete 1909 ein Patent auf den synthetischen Kautschuk Methylkautschuk an. Die ersten vollsynthetischen Reifen aus Isoprenkautschuk wurden 1912 hergestellt.
Der Berliner Apotheker Eduard Simon beschrieb im Jahr 1839 das Polystyrol. Das Styrol verwandelte sich zunächst in eine gallertartige Masse. Im Jahr 1909 untersuchte Hans Stobbe die Polymerisationsreaktion von Styrol detailliert. Erst zwanzig Jahre später wurde diese Entdeckung genutzt.
Im Jahr 1835 entdeckte Victor Regnault das Vinylchlorid, aus dem sich Polyvinylchlorid (PVC) herstellen ließ. Die erste Patentierung von PVC und von Polymeren aus Vinylacetat geht auf Fritz Klatte im Jahr 1912 zurück. Als weltweiter Pionier der Kunststoffverarbeitung gilt aber Coroplast, das sich als eines der ersten Unternehmen mit der Verarbeitung des PVC beschäftigte. Erst 1950 wurde dieses Verfahren durch Verbesserungen von Dow Chemical abgelöst.
Schon 1901 befasste sich Otto Röhm mit der Herstellung von Acrylsäure und Acrylsäureestern, aber erst 1928 fand er die für die Polymerisation besser geeigneten Methacrylsäuremethylester (MMA). Das 1933 erteilte Patent für Polymethylmethacrylat (PMMA, Markenname Plexiglas) startete eine neue Ära.

#### Entwicklung der Polymerchemie
Bis Ende des 19. Jahrhunderts war wenig über die genauen Strukturen polymerer Materialien bekannt. Aus Dampfdruck- und Osmosemessungen war bekannt, dass es sich um sehr große Moleküle mit hoher Molmasse handeln müsste. Fälschlicherweise bestand die Meinung, dass man es mit kolloidalen Strukturen zu tun habe.
Als Vater der Polymerchemie gilt der deutsche Chemiker Hermann Staudinger. Bereits 1917 äußerte er vor der Schweizerischen Chemischen Gesellschaft, dass „hochmolekulare Verbindungen“ aus kovalent gebundenen, langkettigen Molekülen bestehen. 1920 veröffentlichte er in den Berichten der Deutschen Chemischen Gesellschaft einen Artikel, der als Begründung der modernen Polymerwissenschaften gilt. Vor allem in den Jahren von 1924 bis 1928 folgten weitere wichtige Theorien über den Aufbau von Kunststoffen, die die Grundlage für das heutige Verständnis dieser Werkstoffklasse bilden. Für diese Arbeiten erhielt Staudinger 1953 den Nobelpreis.
Die Arbeiten Staudingers ermöglichten der chemischen Industrie nun, basierend auf gesicherten naturwissenschaftlichen Grundlagen, eine rasante Entwicklung auf dem Gebiet der Polymerchemie.
Der Münchner Chemiker Ernst Richard Escales gab 1910 der Werkstoffgruppe den Namen „Kunststoffe“. Die von ihm gegründete gleichnamige Zeitschrift erschien erstmals 1911.
Bei dem Unternehmen Imperial Chemical Industries (ICI) in Großbritannien wurde unter hohem Druck (200 bar) und bei hohen Temperaturen im Jahre 1933 erstmals Polyethylen hergestellt. Erst zwanzig Jahre später entwickelte Karl Ziegler ein Verfahren, das mit Katalysatoren aus Aluminiumalkylen und Titantetrachlorid die Polymerisation von Ethen zu Polyethylen schon bei Raumtemperatur erlaubt. Das Niederdruck-Polyethylen erwies sich als wärmestabiler und mechanisch belastbarer. Kurz darauf fanden Ziegler und Giulio Natta einen Katalysator zur Polymerisation von Propen zu Polypropylen. 1955–1957 liefen die großtechnischen Synthesen von Polyethylen und Polypropylen an. Heute sind die so hergestellten Polyethylene (PE) und Polypropylen (PP) neben Polystyrol (PS) die am häufigsten als Verpackungsmaterialien von Lebensmitteln, Kosmetika etc. verwendeten Kunststoffe. Ziegler und Natta erhielten im Jahre 1963 für ihre Arbeiten den Nobelpreis für Chemie.
Über Kunststoffe aus Polyestern wurden schon sehr früh nachgedacht (Berzelius, 1847). 1901 gab es Glyptalharze (aus Glycerin und Phthalsäure). Fritz Hofmann, Wallace Hume Carothers und Paul Schlack suchten erfolglos nach synthetischen Fasern auf Basis von Polyestern. Erst den Briten Whinfield und Dickson gelang bei Calico Printers im Jahre 1941 die Herstellung von brauchbaren Polyesterfasern (Polyethylenterephthalat, PET). Wichtige Polyesterfasern wurden Dacron (DuPont), Diolen (ENKA-Glanzstoff), Terylen (ICI), Trevira (Hoechst).
In Ludwigshafen begann 1934 die Herstellung von Epoxidharzen nach einem Verfahren von Paul Schlack. 1935 wurde gleichzeitig von Henkel (Mainkur) und Ciba (Schweiz) die Entwicklung von Melaminharz beschrieben.
Im Jahr 1931 meldete der US-Chemiker Wallace Hume Carothers bei DuPont ein Patent für ein Polyamid aus Hexamethylendiamin und Adipinsäure an. Erst sieben Jahre später war die neue Kunstfaser Nylon (1938) verkaufsfähig. Das von Paul Schlack 1937 hergestellte Polyamid 6 auf Basis von Caprolactam wurde Perlon getauft. Die großtechnische Herstellung begann 1939 bei den IG-Farben. Das Herstellungsverfahren von Perlon in Deutschland war preiswerter als die Nylonproduktion in den USA.
Etwa zeitgleich begannen die Buna-Werke der I.G. Farben mit der Fertigung von Buna (Buna S und Buna N) als synthetischem Gummi-Ersatz. 1939 entwickelte Otto Bayer das Polyurethan (PU) in Leverkusen.
Bei DuPont wurde 1938 von R.J. Plunkett der Kunststoff Polytetrafluorethylen (Teflon) entwickelt, der eine hohe Temperaturbeständigkeit und eine außergewöhnliche chemische Beständigkeit aufwies. Die Verarbeitung bereitete jedoch Probleme. Erst 1946 ging Teflon in die Großproduktion.
Silikon hatte im Jahr 1901 bereits Frederic Stanley Kipping aus Silanonen hergestellt. Erst durch die Synthese von Organosiliciumhalogeniden mit Alkylhalogeniden gelang es 1944 in den USA und Deutschland, Silikon günstig herzustellen (Eugene G. Rochow, Richard Müller).
Seit Anfang der 1930er Jahre war die Polymerisation von Acrylnitril bekannt. Es war als Kunststoff jedoch so nicht brauchbar. Der Chemiker Rein konnte Polyacrylnitril in Dimethylformamid lösen und so für die Kunststoffproduktion brauchbar machen. 1942 wurde bei den IG Farben ein Polymerisationsverfahren zu Polyacrylnitril entwickelt. 1942 entdeckte Harry Coover (USA) bei Eastman Kodak den „Sekundenkleber“ Methylcyanacrylat.

## Einteilung
Je nach Blickwinkel des Betrachters und Anforderung können Kunststoffe verschiedenartig eingeteilt werden. Gängig sind Einteilungen nach mechanisch-thermischem Verhalten (häufigste Einteilung), Ursprung (natürlich oder synthetisch), Verwendung oder Entstehungsreaktion. Eine strenge Abgrenzung einzelner Kunststoffe ist oft nicht möglich, diese Einteilungen bieten allerdings eine gute Übersicht.

### Einteilung nach physikalisch-chemischen Eigenschaften
Bezüglich der physikalisch-chemischen Eigenschaften bei Raumtemperatur (20 °C) unterschied man in der ehemaligen DDR:
- harte Plaste: steife elastische Stoffe amorpher Struktur mit hohem, über 104 kp/cm² liegendem Elastizitätsmodul und geringer Bruchdehnung, die bei Spannungsbeanspruchung und Raum- oder erhöhter Temperatur bis zu einer für jeden Plastwerkstoff festgesetzten Grenze ihre Form beibehalten
- halbharte Plaste: steife elastische Stoffe kristalliner Struktur mit mittlerem, über 4000 kp/cm² liegendem Elastizitätsmodul sowie hoher elastischer und erst bei Schmelztemperatur reversibler plastischer Verformbarkeit
- weiche Plaste: weiche und elastische Stoffe mit niedrigem, über 200 kp/cm² liegendem Elastizitätsmodul und hoher elastischer und niedriger plastischer Verformbarkeit, bei denen bei Raumtemperatur der elastische Anteil der Verformung nur langsam verschwindet;
- Elaste: weiche und elastische Stoffe mit niedrigem, unter 200 kp/cm² liegendem Elastizitätsmodul und hoher elastischer Verformbarkeit bei Bruchspannung, wobei diese reversible Art der Verformung beim Nachlassen der verursachenden Spannung sofort wieder verschwindet.[19]

Weichbleibender Kunststoff lässt sich durch sogenannte innere und äußere Weichmachung entwickeln. Die jedoch meist eintretende Nachhärtung veranlasste den Kieferorthopäden Herbert Mehnert, den Begriff „weiche Kunststoffe“ vorzuschlagen oder Weichplaste (WEISKOPF).

### Einteilung nach mechanisch-thermischem Verhalten
Die Einteilung nach mechanisch-thermischem Verhalten erfolgt in Thermoplaste, Duroplaste und Elastomere. Außerdem existieren mit deutlich untergeordneter Bedeutung thermoplastische Elastomere und reversible Duroplaste. Diese Einteilung ist anwendungstechnischer Herkunft.  Die unterschiedlichen Polymerklassen unterscheiden sich in ihren mechanischen Eigenschaften aufgrund der unterschiedlichen Vernetzung und ihrer Hitzebeständigkeit (Schmelzpunkt).
| Duroplaste bestehen aus engmaschig vernetzten Polymeren. Vernetzungen sind in der Abbildung als rote Punkte dargestellt. | Elastomere bestehen aus weitmaschig vernetzten Polymeren. Die Weitmaschigkeit erlaubt unter Zugbelastung eine Streckung des Materials. | Thermoplaste bestehen aus unvernetzten Polymeren, oft mit einer teilkristallinen Struktur (rot dargestellt). Sie haben eine Glastemperatur und sind schmelzbar. |

#### Thermoplaste
Thermoplaste sind Kunststoffe, die aus langen linearen Molekülen bestehen. Durch Energiezufuhr werden diese Materialien beliebig oft weich und formbar (plastisch) und schmelzen schließlich. Sie können durch verschiedene Ur- und Umformverfahren in die gewünschte Form gebracht werden. Nachdem das Werkstück abgekühlt ist, behält es seine Form bei. Dieser Prozess ist somit reversibel (lat. umkehrbar). Ursache für dieses Verhalten sind fadenförmige, lineare Makromoleküle.
Die meisten der heute verwendeten Kunststoffe fallen unter diese Gruppe (Polyethylen, Polypropylen, Polystyrol, Polyester). Für einfache Konsumwaren, Verpackungen etc. werden sie ebenso häufig eingesetzt wie für technische Teile in der Automobil- und Elektroindustrie oder in der Bauindustrie, insbesondere für Dachbahnen, Fensterprofile und Rohre.
Um neue, bisher noch nicht vorhandene Eigenschaften zu erzeugen, können zwei oder mehrere (miteinander verträgliche) Thermoplaste vermischt werden (Polymerblend).
Teilkristalline Thermoplaste (Beispiele): POM – Polyoxymethylen, PE – Polyethylen, PP – Polypropylen, PA – Polyamid, PET – Polyethylenterephthalat, PBT – Polybutylenterephthalat.
Amorphe Thermoplaste (Beispiele): ABS – Acrylnitril-Butadien-Styrol, PMMA – Polymethylmethacrylat, PS – Polystyrol, PVC – Polyvinylchlorid, PC – Polycarbonat, SAN – Styrol-Acrylnitril-Copolymer, PPE – Polyphenylenether.

#### Duroplaste

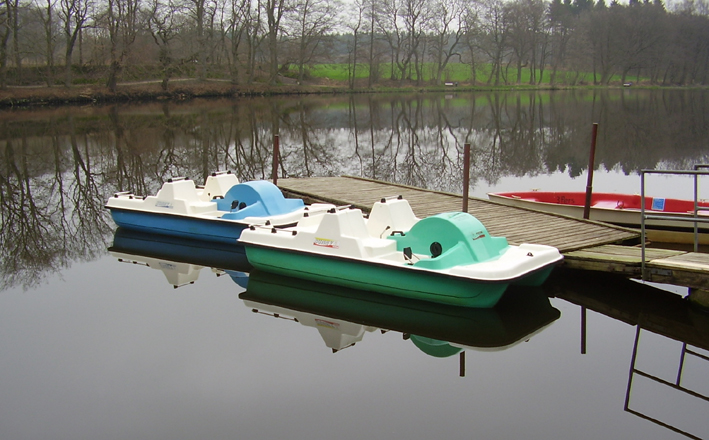
Tretboote haben typischerweise einen Rumpf aus glasfaserverstärktem Duroplast

Duroplaste (Duromere) sind Polymere, die in einem Härtungsprozess aus einer Schmelze oder Lösung der Komponenten durch eine Vernetzungsreaktion hervorgehen. Diese irreversible Reaktion wird meist durch Erhitzen bewirkt (daher der englische Fachterminus thermosets), kann aber auch durch Oxidationsmittel, energiereiche Strahlung oder Einsatz von Katalysatoren initiiert und beschleunigt werden. Eine Erwärmung von Duroplasten führt nicht zu einer plastischen Verformbarkeit, sondern lediglich zu deren Zersetzung. Ausgehärtete Duroplaste sind meist hart und spröde sowie im weitergehenden Fertigungsprozess nur noch mechanisch bearbeitbar. Ursache für dieses Verhalten sind die raumvernetzten Makromoleküle.
Wegen ihrer mechanischen und chemischen Beständigkeit auch bei erhöhten Temperaturen werden sie häufig für Elektroinstallationen verwendet. Der verbreitetste und älteste Kunststofftyp dieser Klasse sind die Phenoplaste. In diese Gruppe fallen auch Polyesterharze, Polyurethanharze für Lacke und Oberflächenbeschichtungen und praktisch alle Kunstharze wie beispielsweise Epoxidharze.

#### Elastomere

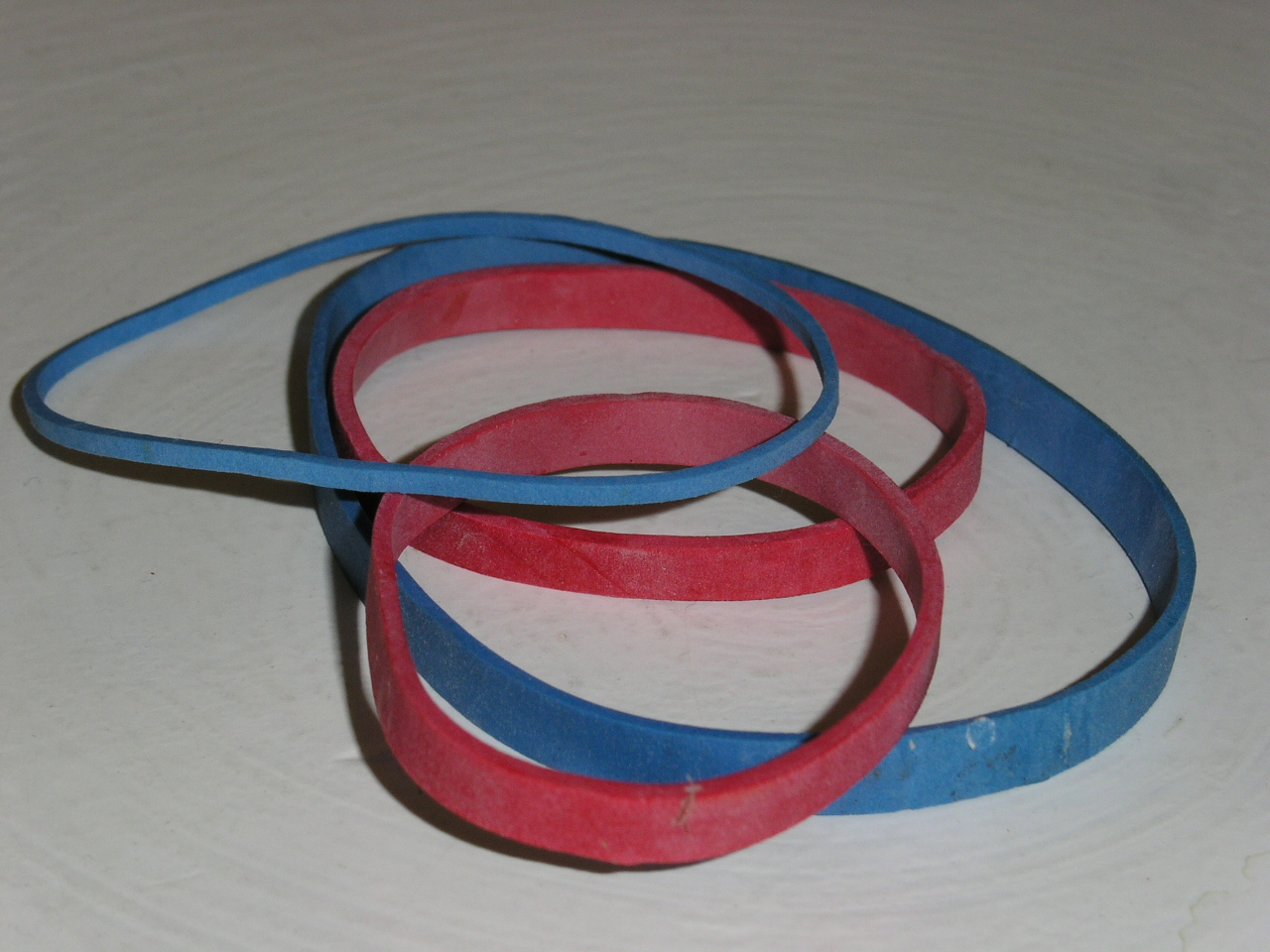
Elastisches Gummiband

Durch Druck oder Dehnung können Elastomere ihre Form kurzzeitig verändern, nach Beendigung von Druck oder Dehnung nimmt das Elastomer schnell wieder seine ursprüngliche Form an. Die Elastomere sind weitmaschig vernetzt und daher flexibel. Sie werden beim Erwärmen nicht weich und sind in den meisten Lösemitteln nicht löslich.
Zu den Elastomeren gehören alle Arten von vernetztem Kautschuk. Die Vernetzung erfolgt beispielsweise durch Vulkanisation mit Schwefel, mittels Peroxiden, Metalloxiden oder Bestrahlung. Elastomere werden zu 60 % für Reifen verwendet. Der Rest verteilt sich auf sonstige Gummiartikel, zum Beispiel Chemikalienhandschuhe und Hygieneartikel.
Elastomere sind Naturkautschuk (NR), Acrylnitril-Butadien-Kautschuk (NBR), Styrol-Butadien-Kautschuk (SBR), Chloropren-Kautschuk (CR), Butadien-Kautschuk (BR) und Ethylen-Propylen-Dien-Kautschuk (EPDM).

### Einteilung nach Ursprung
Unter chemischen Gesichtspunkten können Kunststoffe als makromolekulare Stoffe mit anderen makromolekularen Stoffen verglichen werden. Die verschiedenen makromolekularen Stoffe können dann nach Ursprung eingeteilt werden in:
- Natürliche makromolekulare Stoffe, wie Kohlenwasserstoffe (Kautschuk, Balata), Polysaccharide (Cellulose, Stärke, Pektin, Chitin, Baumwolle) und Proteine (Kollagen, Wolle, Seide)
- Derivate von natürlichen makromolekularen Stoffen, wie Cellulosenitrat, Leder oder Gelatine
- Synthetische makromolekulare Stoffe
- Derivate von synthetischen Polymeren (Modifikation beispielsweise durch Verseifung, Einführung von reaktiven Gruppen oder nachträgliche Vernetzung)[18]

Nur ein Teil der aufgeführten makromolekularen Stoffe sind Kunststoffe im engeren Sinn, da Kunststoffe als Stoffe definiert sind, die auf Polymeren basieren und außerdem als Werkstoffe bei der Verarbeitung „plastische“ Zustande durchlaufen. Trotzdem kann diese Einordnung zum Verständnis beitragen.

### Einteilung nach Anwendung
Je nach Preis, Produktionsvolumen und Verwendungsmöglichkeit können Thermoplaste in die vier Anwendungsklassen eingeteilt werden: Standardkunststoffe, technische Kunststoffe, Funktionskunststoffe und Hochleistungskunststoffe. Standardkunststoffe (auch: Massenkunststoffe) sind sehr vielseitig einsetzbar und werden in großen Mengen hergestellt. Standardkunststoffe werden häufig als Verpackungsmaterial verwendet, zu ihnen gehören beispielsweise Polyethen oder Polyvinylchlorid. Technische Kunststoffe verfügen über bessere mechanische Eigenschaften als Standardkunststoffe und behalten diese noch oberhalb von 100 °C und unterhalb von 0 °C. Technische Kunststoffe werden häufig für technische Konstruktionen verwendet, zu ihnen zählen beispielsweise Polyethylenterephthalat und einige aliphatische Polyamide. Funktionskunststoffe dienen nur einer einzigen Funktion, wie beispielsweise als Barriere für Aromen und Gase in Kunststoffverpackungen. Duroplaste können nicht nach diesem Schema eingeordnet werden, sondern bilden eine eigene Klasse.
Hochleistungskunststoffe zeichnen sich gegenüber Standard-, technischen und Spezialkunststoffen durch ihre Wärmeformbeständigkeit und z. T. auch gute mechanische Eigenschaften aus. Während die Wärmeformbeständigkeit von Standardkunststoffen meist nur etwa 100 °C beträgt und die von technischen Kunststoffen bis zu 150 °C erreicht, können Hochleistungsthermoplaste Temperaturen von bis zu 300 °C standhalten. Hochleistungskunststoffe sind mit etwa 20 € pro kg recht teuer; ihr Marktanteil beträgt nur etwa 1 %.
Der Vergleich von Standardkunststoffen, technischen Kunststoffen und Hochleistungskunststoffen wird durch die folgende Abbildung veranschaulicht:

### Einteilung nach Entstehungsreaktion
Kunststoffe werden durch verschiedene Polyreaktionen erzeugt: Polymerisation, Polykondensation und Polyaddition. Entsprechend wird das Produkt entweder als Polymerisat, als Polykondensat oder als Polyaddukt bezeichnet.

### Internationales Kurzzeichensystem
Einzelne Kunststoffe werden nach einem weltweit standardisierten Kurzzeichen-System bezeichnet, das für Deutschland in der DIN EN ISO 1043 Teil 1:2016-09: Basis-Polymere und ihre besonderen Eigenschaften, der DIN ISO 1629:2015-03: Kautschuk und Latices – Nomenklatur (ISO 1629:2013) sowie DIN EN ISO 18064:2015-03: Thermoplastische Elastomere – Nomenklatur und Kurzzeichen (ISO 18064:2014; Deutsche Fassung EN ISO 18064:2014) geregelt ist.

## Eigenschaften
Kunststoffe zeichnen sich, verglichen mit keramischen oder metallischen Werkstoffen, durch eine Reihe von ungewöhnlichen Eigenschaften aus:

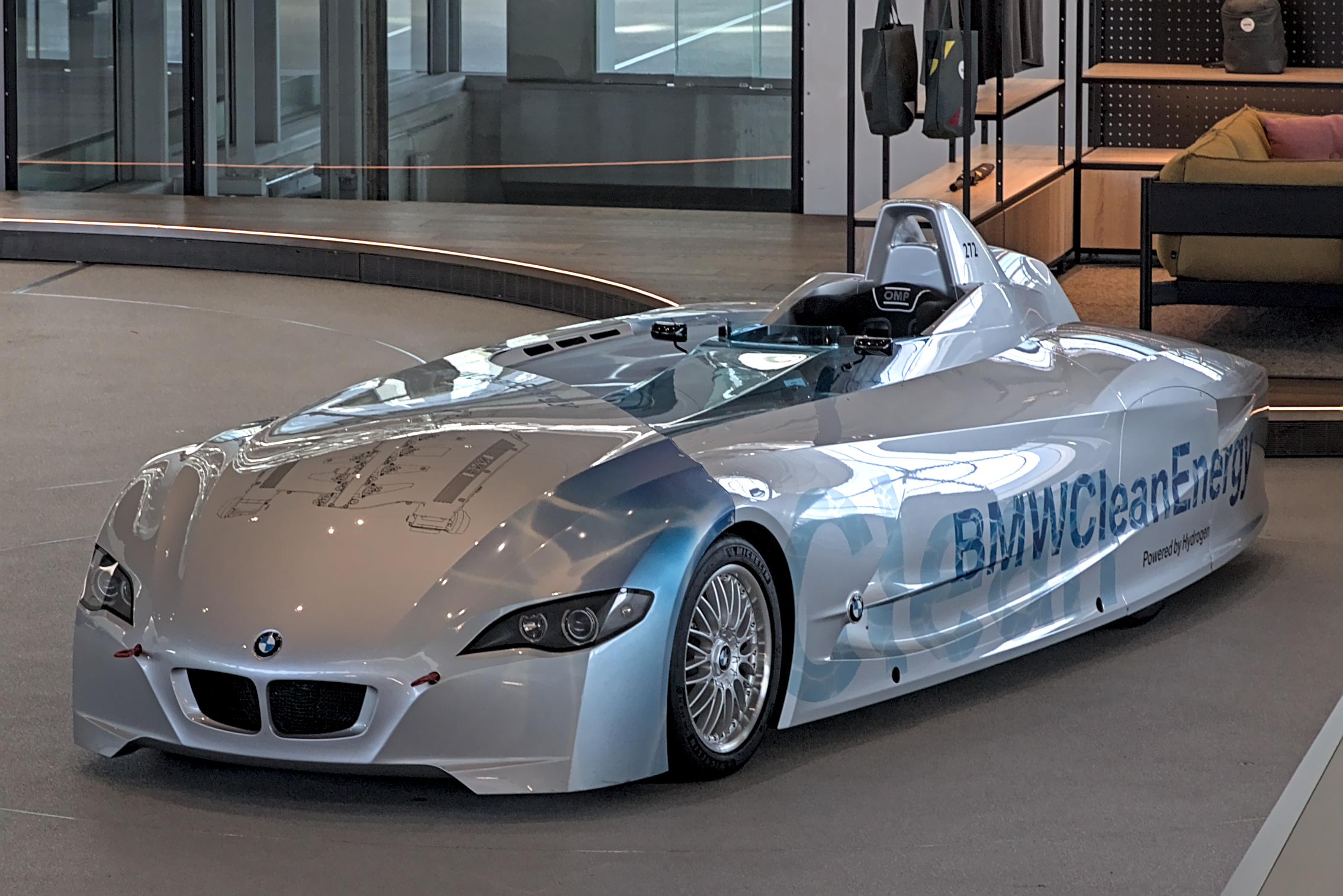
BMW H2R mit Außenhaut aus carbonfaserverstärktem Kunststoff

### Dichte und Festigkeit
Die Dichte der meisten Kunststoffe liegt zwischen 0,8 und 2,2 g·cm−3. Sie ist damit geringer als die metallischer (von Mg 1.8 bis Cu 8.5 g·cm−3) oder keramischer Werkstoffe (von ca. 2.2 bis 6 g·cm−3).
In Bezug auf die mechanischen Eigenschaften sind Kunststoffe anderen Werkstoffklassen häufig unterlegen. Ihre Festigkeit und Steifigkeit erreicht meist nicht die von Metallen oder Keramiken. Wegen der geringen Dichte kann das jedoch teilweise mit konstruktiven Mitteln (höhere Wandstärken) oder dem Einsatz von faserverstärkten Kunststoffen kompensiert werden.
Obwohl die Festigkeiten vergleichsweise niedrig sind, brechen Kunststoffteile durch ihre meist gute Zähigkeit weniger leicht als beispielsweise Keramik oder Glas. Deshalb werden Gebrauchsgegenstände für Kinder und Spielzeug vielfach aus Kunststoff gefertigt.

### Chemische Beständigkeit
Die chemische Beständigkeit von Kunststoffen weist ein großes Spektrum auf. Während sich Teflon weitgehend inert gegenüber den meisten Chemikalien verhält, reagieren etwa Naturkautschuk, EPM/EPDM und Silikonkautschuk sowie teilweise auch Polyethylen, Polypropylen, Butylkautschuk, Hypalon, Neopren und Weich-PVC bereits auf Pflanzenöle und tierische Fette empfindlich. ABS, Polystyrol, SAN und SB sind bei Kontakt mit Pflanzenöl spannungsrissgefährdet.
Im Gegensatz zu Metallen sind viele Kunststoffe aufgrund ihrer organischen Natur beständig gegenüber anorganischen Medien. Das schließt Mineralsäuren, Laugen, sowie wässrige Salzlösungen ein. Aus diesem Grund fanden Kunststoffe weite Verbreitung zur Herstellung von pflegeleichten Haus- und Elektrogeräten, Fahrzeugausstattungen, Spielzeugen usw.
Im Gegensatz zu Metallen reagieren die meisten Kunststoffe empfindlich auf organische Lösungsmittel, wie Alkohole, Aceton oder Benzin. Auch hier gibt es Ausnahmen wie Polyethylen, das aufgrund seiner Beständigkeit gegenüber Benzin sowie gegenüber Umwelteinflüssen zur Fertigung von Kraftstofftanks in modernen Personenkraftwagen eingesetzt wird.

### Degradation bei Kunststoffen
Degradation bezeichnet bei Kunststoffen die „Alterung“ durch Abbau oder Zerfall. Zu den Folgen gehören Quellung, Versprödung, Rissbildung und Festigkeitsverlust. Die Degradation ist ein üblicherweise unerwünschter Vorgang und erfolgt entweder chemisch, physikalisch oder durch eine Kombination beider Abbauarten.

### Niedrige Verarbeitungstemperaturen
Die gängigen Verarbeitungstemperaturen für Kunststoffe liegen im Bereich von 250 bis 300 °C. Während Metalle bei deutlich höheren Temperaturen gegossen werden müssen und hitze- und verschleißfeste Gussformen erfordern, lassen sich aus Thermoplasten kompliziertere Formteile mit vergleichsweise geringem Aufwand fertigen (siehe Extrusion und Spritzguss). Im gleichen Verarbeitungsschritt können Additive, wie Farbpigmente oder Fasern, in das Material eingearbeitet werden, die den hohen Temperaturen des Metallgießens oder des Sinterns von Keramik in der Regel nicht standhalten würden.

### Niedrige Leitfähigkeiten
Die Wärmeleitfähigkeit von Kunststoffen ist nur einen Bruchteil so groß wie die von Metallen. Da aus diesem Grund bei einer Berührung vergleichsweise wenig Wärmeenergie von der Hand übertragen wird (Kunststoffe sich also bei niedrigen Temperaturen dennoch warm anfühlen), werden Griffe an Werkzeugen oder Geländern gerne aus Kunststoff hergestellt oder damit überzogen.
Werkstoffe wie Schäume, Vliese und Flocken isolieren vor allem durch den Gehalt an (räumlich fixierter) Luft. Kunststoffe als Matrixmaterial fördern die Isolierwirkung; wie etwa in Dämmstoffplatten, Textilien oder Matratzen. Die leichte Brennbarkeit ist hingegen ein klarer Nachteil gegenüber mineralischer Glas- oder Steinwolle, Schaf- und Baumwolle, Kork, aber auch Massivholz.

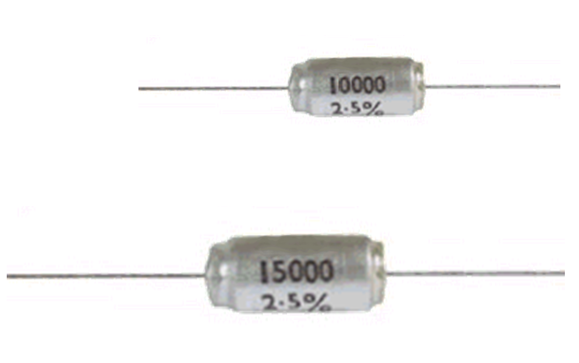
Styroflex-Kondensatoren

Die elektrische Leitfähigkeit von Kunststoffen ist um 15 Größenordnungen kleiner als die von Metallen. Daher werden Kunststoffe zur Isolation eingesetzt. Metallisiert werden Kunststofffolien als Dielektrikum eingesetzt und zu Kondensatoren zusammengerollt. Den hohen Oberflächenwiderstand, der mit Reibung über Kontaktelektrizität zu elektrostatischer Aufladung führt, bricht man mit Füllstoffen (so in Schuhsohlen) oder Antistatika etwa in Möbelpolitur oder Textilwaschmittel.

## Herstellung

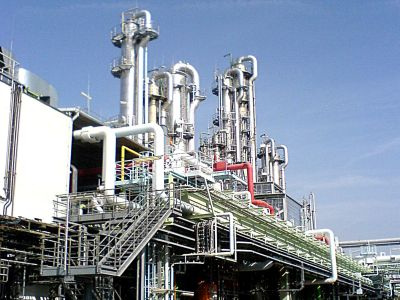
Anlage zur Herstellung und Reinigung von Monomeren im Chemieunternehmen Ticona in Kelsterbach bei Frankfurt

Kunststoffe werden generell durch schrittweises Aneinanderfügen von Monomeren zu langen Ketten – den Polymeren – hergestellt, wobei grundsätzlich zwischen Kettenpolymerisation und Stufenpolymerisation unterschieden wird.
Laut einer Untersuchung der ETH Zürich entsteht der größte Teil des CO2-Fußabdrucks von Plastik bei der Produktion der Kunststoffe, zumeist aus Erdöl oder Erdgas, teils aber auch aus Kohle. Der globale CO2-Fußabdruck von Kunststoffen hat sich der Studie zufolge vom Jahr 1995 bis ins Jahr 2015 verdoppelt und betrug im Jahr 2015 zwei Milliarden Tonnen CO2-Äquivalent (CO2e), was rund 4,5 Prozent der globalen Treibhausgasemissionen entspricht.

### Kettenpolymerisationen
Bei einer Kettenpolymerisation beginnt das Wachstum mit einem speziellen Molekül, an das schrittweise Monomere addiert werden. Das die Polymerisation startende Molekül heißt Initiator. Die Zahl der Monomere, aus denen das Polymer letztendlich besteht, ist der Polymerisationsgrad. Der Polymerisationsgrad kann durch das Verhältnis von Monomer zu Initiator eingestellt werden. Mathematisch wird er durch die Mayo-Gleichung abgeschätzt.

#### Radikalische Polymerisation
Bei der radikalischen Polymerisation werden die Wachstumsreaktionen durch Radikale initiiert und fortgepflanzt. Sie ist verglichen mit anderen Kettenreaktionen unempfindlich, leicht zu kontrollieren und liefert schon bei recht kleinen Umsätzen hohe Polymerisationsgrade. Sie wird daher vor allem bei der Herstellung von billigen Kunststoffen, wie LD-PE, PS oder PVC, eingesetzt.
Eine Gefahr bei diesem Verfahren stellt die freiwerdende Polymerisationswärme dar. Die radikalische Polymerisation ist exotherm, das heißt bei der Reaktion wird die Reaktionsenthalpie freigesetzt und zum größten Teil in thermische Energie umgewandelt. Diese erzeugt, wenn sie nicht abgeführt wird, weitere Radikale, so dass sich die Reaktion selbst beschleunigen kann. Im Extremfall kann eine solche „Selbstbeschleunigung“ zur Überlastung des Reaktormaterials und damit zu einer thermischen Explosion führen.

#### Ionische Polymerisation
Bei ionischen Polymerisationen werden die Wachstumsreaktionen durch ionische Spezies initiiert und fortgepflanzt. Die wachsenden Ketten sind langlebiger (mehrere Stunden bis Tage) als ihre radikalischen Analoga (Lebensdauer etwa 10−3 s). So wird in diesem Zusammenhang auch von lebenden Polymeren gesprochen. Daher kann nach Abschluss einer Polymerisation auf die noch lebenden, also zur Polymerisation befähigten Ketten, ein weiteres Monomer aufgegeben und ein erneutes Wachstum angeregt werden.
Polymere, deren Ketten aus zwei oder mehr unterschiedlichen Monomertypen bestehen, heißen Copolymere. Sind in einem Copolymer lange Blöcke des einen Monomers vorhanden, gefolgt von Blöcken des anderen, spricht man von Blockcopolymeren. Für solche speziellen Anwendungen wird die ionische Polymerisation angewandt. Ein Beispiel sind die synthetischen Gummis Acrylnitril-Butadien-Kautschuk (NBR) und Styrol-Butadien-Kautschuk (SBR), die bei der Herstellung von Autoreifen Verwendung finden. Nachteil dieses Verfahrens ist seine hohe Empfindlichkeit gegenüber Verunreinigungen, Wasser und Sauerstoff. Ionische Polymerisationen sind daher aufwendiger und kostenintensiver als die radikalische Polymerisation.

#### Metallorganische Katalysatoren
Diese Polymerisationen finden in Gegenwart von Katalysatoren statt. Beim Katalysator handelt es sich um einen Metallkomplex (Verbindung aus Metallatomen, umgeben von weiteren Spezies), der in der Lage ist, die wachsende Kette zu binden. Die Addition weiterer Monomere geschieht durch Einschub (Insertion) des Monomers zwischen wachsende Kette und Katalysatorspezies. Resultat ist ein höherer Ordnungsgrad der entstehenden Polymere sowie ein geringerer Verzweigungsgrad. Aufgrund dieser reguläreren Struktur erfolgt die Packung der einzelnen Ketten im Festkörper effizienter, der Kunststoff wird dichter. Die zurzeit industriell wichtigste Katalysatorklasse ist die der Ziegler-Natta-Katalysatoren. Eine Rolle spielen sie zum Beispiel bei der Herstellung von Polyethylen.
Beim Low-Density-Polyethylen (LD-PE) handelt es sich um in der Gasphase polymerisiertes Ethen mit geringem Ordnungsgrad, vielen Seitenverzweigungen und geringer Dichte. Dieser Kunststoff ist als transparente oder gefärbte Verpackungsfolie von Getränkeflaschen, Büchern, CDs eingesetzt.
High-Density-Polyethylen wird mit einem metallorganischen Katalysator im Ziegler-Natta-Verfahren hergestellt. Es resultiert ein Polymer mit hohem Ordnungsgrad, wenigen Verzweigungen und hoher Dichte. Dieser Kunststoff findet beispielsweise Verwendung als Material für Autotanks, Benzinkanister etc.

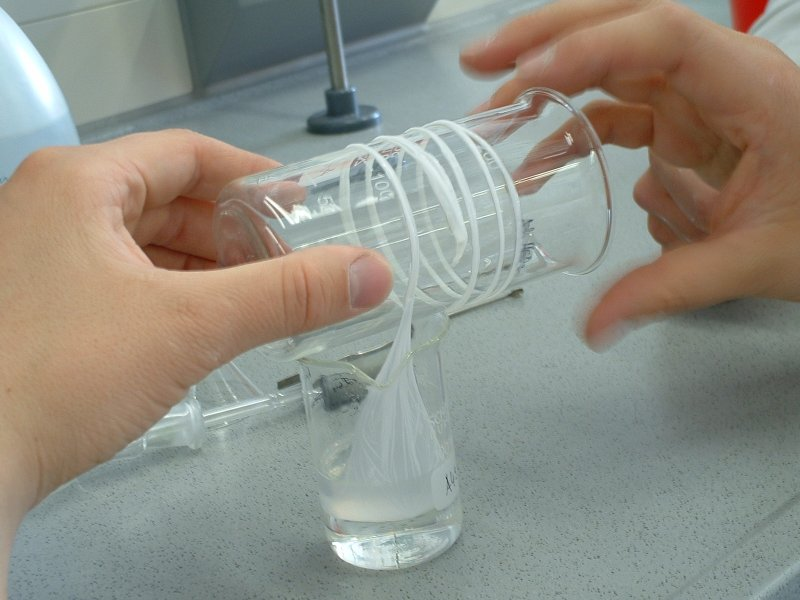
Herstellung eines Nylon-6,6-Fadens im Labormaßstab

### Stufenpolymerisationen
Im Gegensatz zur Kettenpolymerisationen erfolgt in Stufenpolymerisationen die Bildung der Polymere nicht durch Initiation einer wachsenden Kette, die weiter sukzessive Monomere addiert, sondern durch direkte Reaktion der Monomere untereinander. Diese Reaktion kann unter Freisetzung eines Nebenprodukts wie Wasser als Polykondensation oder durch einfache Addition der Monomere zu einer neuen Verbindung durch Polyaddition erfolgen.

#### Polykondensation
Bei Polykondensationen erfolgt die Bildung der linearen Kette durch intermolekulare Reaktion bifunktioneller Polymere unter Abspaltung einer kleineren Spezies, wie beispielsweise Wasser oder Alkohole. Eine wesentliche Bedeutung besitzt die Polykondensation für die Polyamide.

Bildung eines Amids (schematische Darstellung)
Carbonsäuren reagieren mit Aminen zu Carbonsäureamiden. Werden Moleküle eingesetzt, die zwei Carbonsäuregruppen tragen, kann eines dieser Moleküle mit zwei Aminen reagieren. Es entsteht so ein Polymer aus drei Monomeren (eine Carbonsäureeinheit, zwei Amine). Tragen die eingesetzten Amine auch wieder zwei Amingruppen, kann die zuvor entstandene Spezies wiederum mit zwei Carbonsäuremolekülen reagieren. Die so entstehenden Polymere können sich noch weiter untereinander verbinden, so dass der Polymerisationsgrad entscheidend von der Reaktionsdauer abhängt. Der Vorgang wird durch die Carothers-Gleichung beschrieben.
Durch Reaktion von Dicarbonsäuren mit Diolen (Dialkohol) werden so Polyester hergestellt. Unter den wichtigsten durch Polykondensation hergestellten Kunststoffen sind Polyester, wie Polyethylenterephthalat (PET), Polyamide und Phenoplaste. Maleinsäure- und Phthalsäurepolyester werden industriell ausgehend von deren Anhydriden hergestellt.

#### Polyaddition
Bei Polyadditionen erfolgt die Bildung des Polymers durch Addition der einzelnen Monomere untereinander, ohne die Bildung von Nebenprodukten. Eine große Gruppe von Polyaddukten bilden die Polyurethane.

Polyaddition von 1,6-Hexandiisocyanats mit 1,4-Butandiol (n ≈ 40)
Isocyanate reagieren mit Alkoholen in einer Additionsreaktion zu sogenannten Urethanen. Auch hier gilt: bifunktionelle Monomere bilden lange lineare Ketten. Auf diese Weise hergestelltes Polyurethan wird für Armaturenbretter, Lacke, Klebstoffe usw. verwendet. Wird der Polymerisationsmischung Wasser zugesetzt, reagiert dieses mit den Isocyanaten zu Harnstoffen und Kohlenstoffdioxid. Das in der Mischung freiwerdende CO2 wird in Form von Bläschen in den Kunststoff eingeschlossen und ein Schaumstoff entsteht. Polyurethanschaumstoff wird für Matratzen, Sitzmöbel, Schwämme usw. verwendet.

### Additive
Kunststoffen werden im Verlauf des Herstellungsprozesses sogenannte Additive zugesetzt (Compoundierung), von welchen es mehrere Tausend unterschiedliche gibt. Sie dienen der genauen Einstellung der Materialeigenschaften auf die Bedürfnisse der jeweiligen Anwendung und der Verbesserung der chemischen, elektrischen und mechanischen Eigenschaften. Solche mit Zuschlagsstoffen versehene Formmassen werden nach DIN EN ISO 1043 (Thermoplaste) und nach DIN EN ISO 18064 (thermoplastische Elastomere) gekennzeichnet. Für duroplastische Formmassen gibt es ebenfalls entsprechende Normen, z. B. DIN EN ISO 15252-1 für Epoxide sowie DIN EN ISO 14526-1…14530-1 für Phenoplast- und Aminoplast-Formmassen.

#### Weichmacher
Etwa zwei Drittel der weltweit hergestellten Additive werden für die Produktion von Polyvinylchlorid aufgewendet, fast drei Fünftel der hergestellten Additive sind Weichmacher. Sie verringern Sprödigkeit, Härte und Glastemperatur eines Kunststoffes und machen ihn so besser form- und verarbeitbar. Es handelt sich um Stoffe, die in der Lage sind, auf molekularer Ebene in den Kunststoff einzudringen und so die Beweglichkeit der Ketten gegeneinander zu erhöhen. Qualitativ können sie als „molekulares Schmiermittel“ dienen. Bis vor wenigen Jahren war Diethylhexylphthalat (DEHP) (synonym: Dioctylphthalat DOP) der am häufigsten verwendete Weichmacher. Dieser stellte sich jedoch als umwelt- und gesundheitsschädlich heraus, weshalb die europäische Industrie inzwischen weitgehend auf seinen Einsatz verzichten will.
Bereits Anfang der 1960er Jahre fand sich im deutschen Lebensmittelgesetz in § 2 die Vorschrift, wonach „[w]eichmacherhaltige Plaste […] bei der Herstellung von Bedarfsgegenständen […] unerwünscht [sind], wenn der Weichmacher auswandern kann“.
Als Ersatz für DEHP kommt oftmals das im Jahre 2002 eingeführte 1,2-Cyclohexandicarbonsäurediisononylester (DINCH) zum Einsatz. Weitere neue Weichmacher sind die analogen Adipinsäureester wie Diethylhexyladipat.
Extender verbessern ebenfalls die Verarbeitbarkeit und heißen deshalb auch sekundäre Weichmacher. Wichtige Extender sind epoxidierte Öle, hochsiedende Mineralöle und Paraffine.

#### Stabilisatoren
Stabilisatoren dienen der Verbesserung der chemischen Eigenschaften. Sie erhöhen die Lebensdauer des Kunststoffes und schützen ihn vor schädigenden Einflüssen (Oxidation, (UV)-Strahlung und Wärme etwa durch Feuer) in seinem Einsatzgebiet.
Durch Reaktion mit Luftsauerstoff kann sich der Kunststoff verfärben, und die Polymerketten können sich zersetzen oder neu vernetzen. Das wird durch Zugabe von Antioxidantien verhindert, die die bei der Reaktion entstehenden freien Radikale abfangen (Radikalkettenabbrecher) oder gleich die Bildung der Radikale verhindern (Desaktivatoren). Als Abbrecher sind beispielsweise Phenole oder Amine geeignet, als Desaktivatoren dienen Phosphane und wiederum Amine.
Lichtschutzmittel schützen gegen eine Schädigung durch ultraviolettes Licht. Doppelbindungen zwischen Kohlenstoffatomen sind in der Lage, Licht dieser Wellenlänge zu absorbieren, daher sind durch UV-Licht vor allem Kunststoffe gefährdet, die dieses Strukturelement aufweisen (beispielsweise Polyisopren). Allerdings können aufgrund von Katalysatorrückständen, Strukturfehlern und Nebenreaktionen bei der Verarbeitung praktisch alle Polymere ein Absorptionsvermögen für UV-Strahlung zeigen. Diese induziert die Bildung von freien Radikalen im Material, die Nebenreaktionen, wie Zerfall der Kette und Vernetzungen einleiten. Grundsätzlich existieren drei Wege, eine Schädigung zu verhindern: Reflexion des Lichts, Zusatz von lichtabsorbierenden Stoffen und Zusatz von Radikalfängern. Wichtige Lichtschutzmittel sind Ruß, der die Strahlung absorbiert, σ-Hydroxybenzophenon, das die Energie in Infrarotstrahlung umwandelt und Dialkyldithiocarbamate, die UV-Licht absorbieren und als Radikalfänger fungieren.
Kunststoffe sind empfindlich gegenüber Wärmeeinwirkung. Oberhalb einer für das Material charakteristischen Temperatur (Zersetzungstemperatur) setzt der Zerfall der molekularen Struktur ein. Wärmestabilisatoren sollen das verhindern.
Unerlässlich sind diese für Polyvinylchlorid, das sonst, unter Bildung von Chlorwasserstoff und u. U. gesundheitsschädlicher Zerfallprodukte, seine mechanische Stabilität einbüßen würde. Der Zerfallmechanismus verläuft über die Bildung von Doppelbindungen. Organische Barium-, Zink-, Zinn- und Cadmiumverbindungen und anorganische Bleisalze komplexieren diese und unterbrechen so den Zerfallmechanismus. Vor allem die Bleiverbindungen stellen hinsichtlich der Entsorgung des Kunststoffs ein nicht unerhebliches Umweltproblem dar. Derzeit sind 80 % der Wärmestabilisatoren auf der Basis von Blei. Die chemische Industrie ist zurzeit allerdings bemüht, diese zu ersetzen. So wurde bei Cognis speziell für Fensterprofile ein Stabilisator auf der Basis von Calcium und Zink entwickelt.
Bei Bränden kann von Kunststoffen eine Gefahr ausgehen, da viele Kunststoffe einem Brand Nahrung bieten und manche bei Verbrennung giftige oder ätzende Gase freisetzen (wie Blausäure, Kohlenstoffmonoxid, Chlorwasserstoff oder Dioxine). Flammschutzmittel verhindern entweder den Sauerstoffzutritt zum Brand oder stören die chemischen Reaktionen (Radikalkettenmechanismen) der Verbrennung.
Wichtige Flammschutzmittel sind:
- Tetrabrombisphenol A: setzen Radikale frei, welche die Zwischenprodukte des Brennvorgangs abfangen.
- Aluminiumhydroxid (Al(OH)3), auch (ATH): setzt Wassermoleküle frei.
- Phosphorhaltige Verbindungen: bilden Phosphorsäuren, die eine Wasserabspaltung katalysieren.

#### Farbmittel

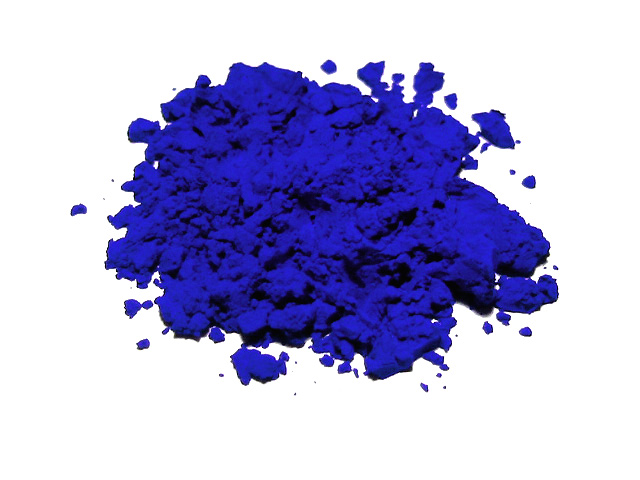
Synthetisches Ultramarinblau

Die meisten Polymere sind in reiner Form farblos, farbig werden sie erst durch Zusatz von Farbmitteln. Zu unterscheiden ist zwischen Farbstoffen (lösen sich auf molekularer Ebene im Polymer oder adsorbieren an der Oberfläche) und Pigmenten (unlösliche, meist organische / anorganische Aggregate). Textilien werden praktisch ausschließlich mit Farbstoffen eingefärbt. Der weit überwiegende Teil der Kunststoffe wird allerdings mit Pigmenten gefärbt, da diese lichtechter und meist auch billiger sind. Wichtige Pigmente in diesem Bereich sind Rutil (weiß), Ruß (schwarz), Cobalt- oder Ultramarinblau, sowie Chromoxidgrün. Inzwischen ist der Einsatz von Effektpigmenten möglich, so zeigen mit seltenen Erden dotierte Strontium-Aluminate ein intensives Nachtleuchten. Einsatzgebiete für derartig gefärbte Kunststoffe sind bei Dunkelheit leichter auffindbare Sicherheitsmarkierungen, Lichtschalter oder Taschenlampen. Um Metallglanz zu erreichen, werden Aluminiumpigmente in Blättchenform eingesetzt, sphärische Pigmentkörner ergeben eine Graueinfärbung. In der Kunststoffverarbeitung werden zum Einfärben meist konzentrierte Pigmentpräparationen sogenannte Flüssigfarben oder Masterbatches verwendet.

#### Füllstoffe
Füllstoffe sind klassische Streckmittel, die so die Herstellung des Kunststoffs verbilligen. „Aktive Füllstoffe“ verbessern zusätzlich die mechanischen Eigenschaften des Materials. Wichtige Füllstoffe sind unter anderem: Kreide, Sand, Kieselgur, Glasfasern und -kugeln, Zinkoxid, Quarz, Holzmehl, Stärke, Graphit, Ruße und Talkum. Wichtig sind Füllstoffe auch, um die Entflammbarkeit der Kunststoffe zu minimieren.
Ruß kommt dabei eine besondere Bedeutung zu (Autoreifen, Folien, Dachbahnen). Ruß ist chemisch beständig und damit witterungsstabil. Als färbender Stoff ist Ruß lichtstabil und bleicht nicht aus. Durch seine hohe UV-Absorption sorgt er für UV-Schutz des Kunststoffs. Dadurch sind in der Struktur darunterliegende Molekülketten vor Zerstörung durch UV-Licht geschützt.

#### Verstärkungsstoffe
Unter Verstärkungsstoffen (reinforcement) werden in Kunststoffen eingesetzte Zusatzstoffe verstanden, die die Kunststoffmatrix verstärken. Folge ist die Verbesserung mechanischer und physikalischer Eigenschaften, wie Elastizität oder Biegefestigkeit. Beispiele sind Glasfasern, Kohlenstofffasern oder Flachs und Jute.

### Beschichtung

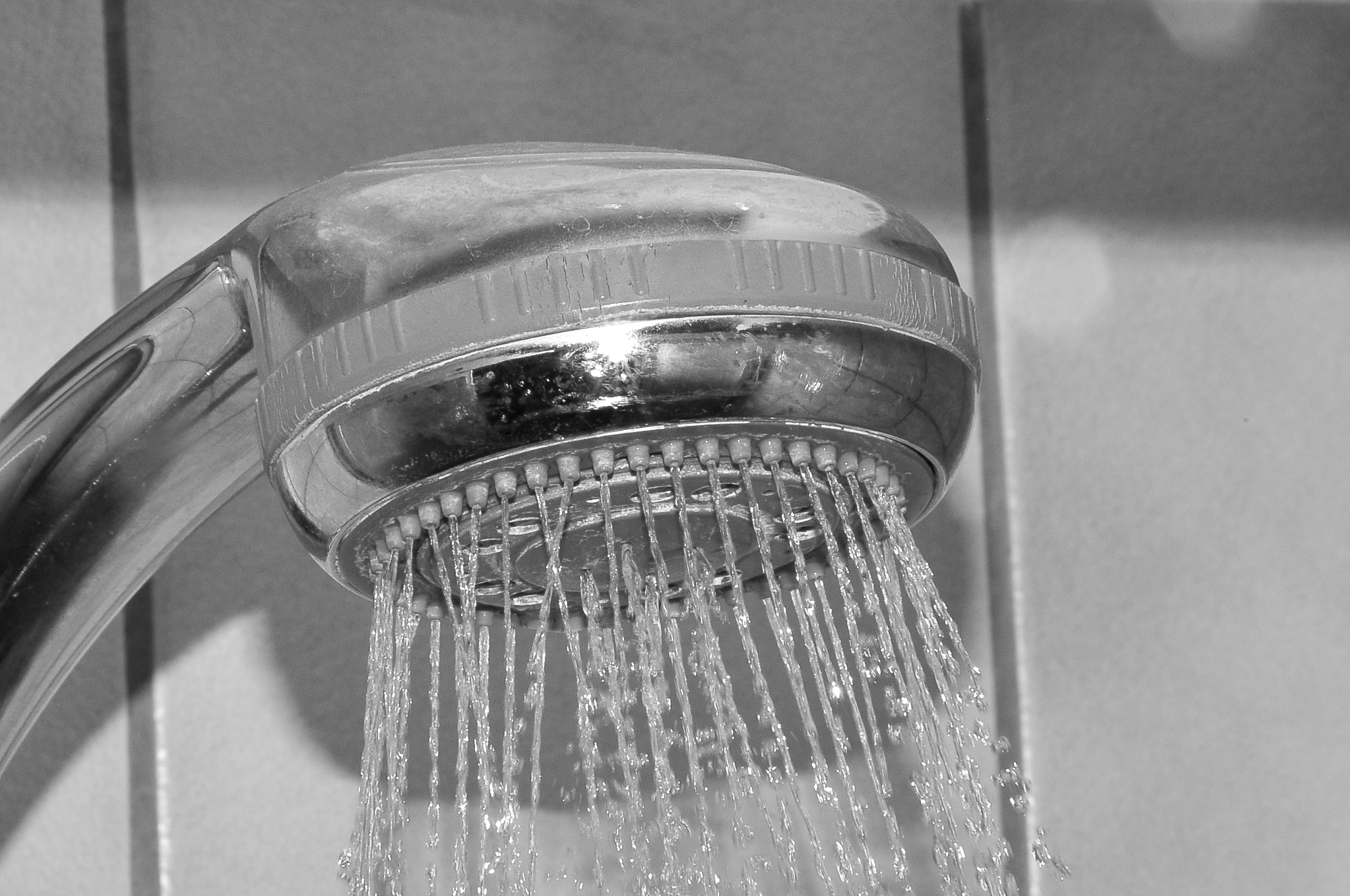
Kunststoffmetallisierung bei einem Duschkopf

Die Beschichtung mit Metallen wird Kunststoffmetallisierung genannt. Einsatz findet sie in Bereichen, in denen Kunststoff als Ersatz für Metalle verwendet wird, aber das hochwertigere Aussehen von Metallglanz beibehalten werden soll. In der Automobilindustrie werden galvanisierte Kunststoffelemente in der Außenverkleidung eingesetzt. In Elektrogeräten erlaubt der metallisierte Kunststoff eine Abschirmung. Im Sanitärbereich werden Elemente für Mischbatterien, Duschköpfe und Wasserhahngriffe verwendet.

## Kunststoffindustrie
Die Kunststoffindustrie ist bis heute eine Wachstumsbranche, wobei die Herstellungskapazitäten in Asien zwischen 2006 und 2008 die führenden und etwa gleich starken Regionen Europa sowie Nord- und Südamerika überholten.

### Produktion
Die weltweite Kunststofferzeugung erfolgt zu großen Teilen bei global agierenden Chemiekonzernen wie beispielsweise Asahi Kasei, Basell, BASF, Bayer, Celanese/Ticona, DuPont de Nemours, DSM, und Solvay. Sie liefern ein begrenztes Sortiment an Kunststoffen in Mengen von teilweise mehreren 100 kt pro Jahr. Die Preise für Kunststoffe variieren sehr stark von einigen Eurocent pro Kilogramm für Massenkunststoffe bis hin zu einigen hundert Euro pro Kilogramm für Hochleistungspolymere.

### Verarbeitung
Die Kunststoffverarbeitung ist Gegenstand eines eigenständigen Industriezweiges. Dabei kommen überwiegend Urformverfahren zum Einsatz, die im Gegensatz zu den metallischen Werkstoffen bei wesentlich geringeren Verarbeitungstemperaturen (bis 430 °C) ablaufen. Außerdem können die Fertigungseinrichtungen (sog. Werkzeuge) mehrfach verwendet werden und erlauben so eine kostengünstige Fertigung.
Es kommt eine Vielzahl von Verfahren zum Einsatz, die teilweise ihren Ursprung in der wesentlich älteren Metallbearbeitung haben und auf die Eigenschaften der Kunststoffe abgestimmt und weiterentwickelt wurden. So ist beispielsweise das Spritzgießen für Kunststoffe dem Druckguss für Metalle sehr ähnlich. Das Extrudieren oder Blasformen ist aus der Glasproduktion hervorgegangen.
Die Schäumverfahren haben wiederum ihren Ursprung bei den Kunststoffen, werden aber, wie Metallschaum, inzwischen auch für andere Werkstoffklassen verwendet. Sie lassen sich weiter in chemische, physikalische oder mechanische Treibverfahren untergliedern.
Für alle diese Verfahren werden spezielle Maschinen vom Kunststoffmaschinenbau entwickelt und hergestellt.

## Wichtige Massenkunststoffe
Etwa 90 % der weltweiten Produktion (jährlich etwa 350 Mio. t) entfallen in der Reihenfolge ihres Anteils auf die folgenden sechs Kunststoffe:

### Polyethylen (PE)
Polyethylen wird hauptsächlich in drei unterschiedlichen Qualitäten hergestellt: HD-PE (High-Density-PE), LLD-PE (Linear-Low-Density-PE), LD-PE (Low-Density-PE).
HD-PE wird mittels Ziegler-Natta-Katalysatoren synthetisiert, seine Ketten zeigen einen sehr hohen Ordnungs- und niedrigen Verzweigungsgrad. Diese können sich daher im Festkörper effizient anordnen, so dass ein teilkristallines Material entsteht, dessen Dichte höher ist als die von LD-PE (beide weisen aber eine Dichte auf, die geringer ist als die von Wasser). Es wird zur Fertigung von Flaschen, Getränkekästen, Fässern, Batteriegehäusen, Eimern, Schüsseln etc. verwendet.
LD-PE wird unter hohem Druck in der Gasphase polymerisiert, in LLD-PE werden 1-Buten, 1-Hexen und 1-Octen einpolymerisiert, um so einen kontrollierten Verzweigungsgrad zu erzeugen. Beide Varianten weisen so einen geringen kristallinen Anteil und einen hohen oder mittleren Verzweigungsgrad auf. Das Material besitzt hervorragende filmbildende Eigenschaften und wird vor allem zur Herstellung von Verpackungsfolien für Zigarettenpäckchen, CDs, Bücher, Papiertaschentücher etc. sowie Tragetaschen verwendet.

### Polypropylen (PP)

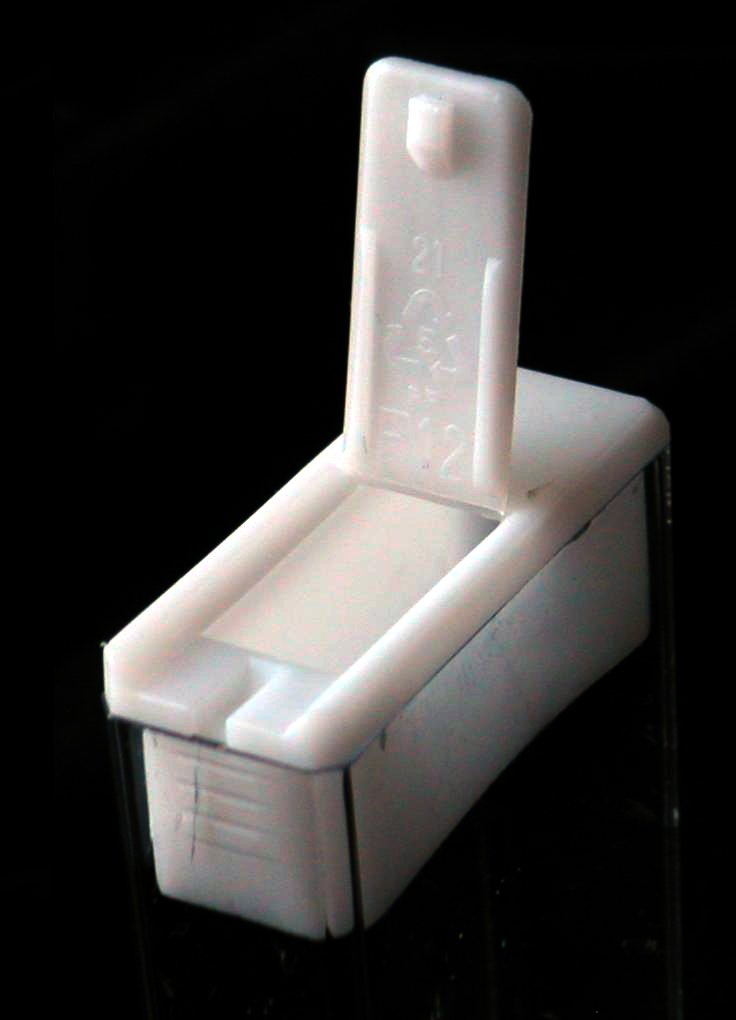
Deckel der Tic-Tac-Packung aus PP

Polypropylen wird fast ausschließlich auf metallkatalytischem Wege hergestellt, da nur das so erhaltene kristalline Material kommerziell verwertbare Eigenschaften aufweist. Es handelt sich um einen sehr harten, festen und mechanisch belastbaren Kunststoff mit der geringsten Dichte aller Massenkunststoffe. Aufgrund dieser Eigenschaften hat es teilweise bereits Metallwerkstoffe verdrängt. Wie bei dem rechts abgebildeten Deckel zeigt es außerdem den sogenannten Filmscharniereffekt, d. h., es kann durch einen dünnen Film Gehäuse und Deckel miteinander verbinden, ohne aufgrund der Biegebelastung zu brechen. Ein erheblicher Teil des weltweit hergestellten Polypropylens wird für Lebensmittelverpackungen aufgewendet. Weitere Anwendungsgebiete sind:
- Automobilindustrie: als Material für Luftfiltergehäuse, Spoiler, Scheinwerfergehäuse, Sitzbezüge und Gaspedale
- Bauwesen: Gartenmöbel, Toilettendeckel, Kunstrasen, Möbelscharniere etc.
- Sonstiges: Brillenetuis, Koffer, Schulranzen, sterilisierbare medizinische Geräte

### Polyvinylchlorid (PVC)

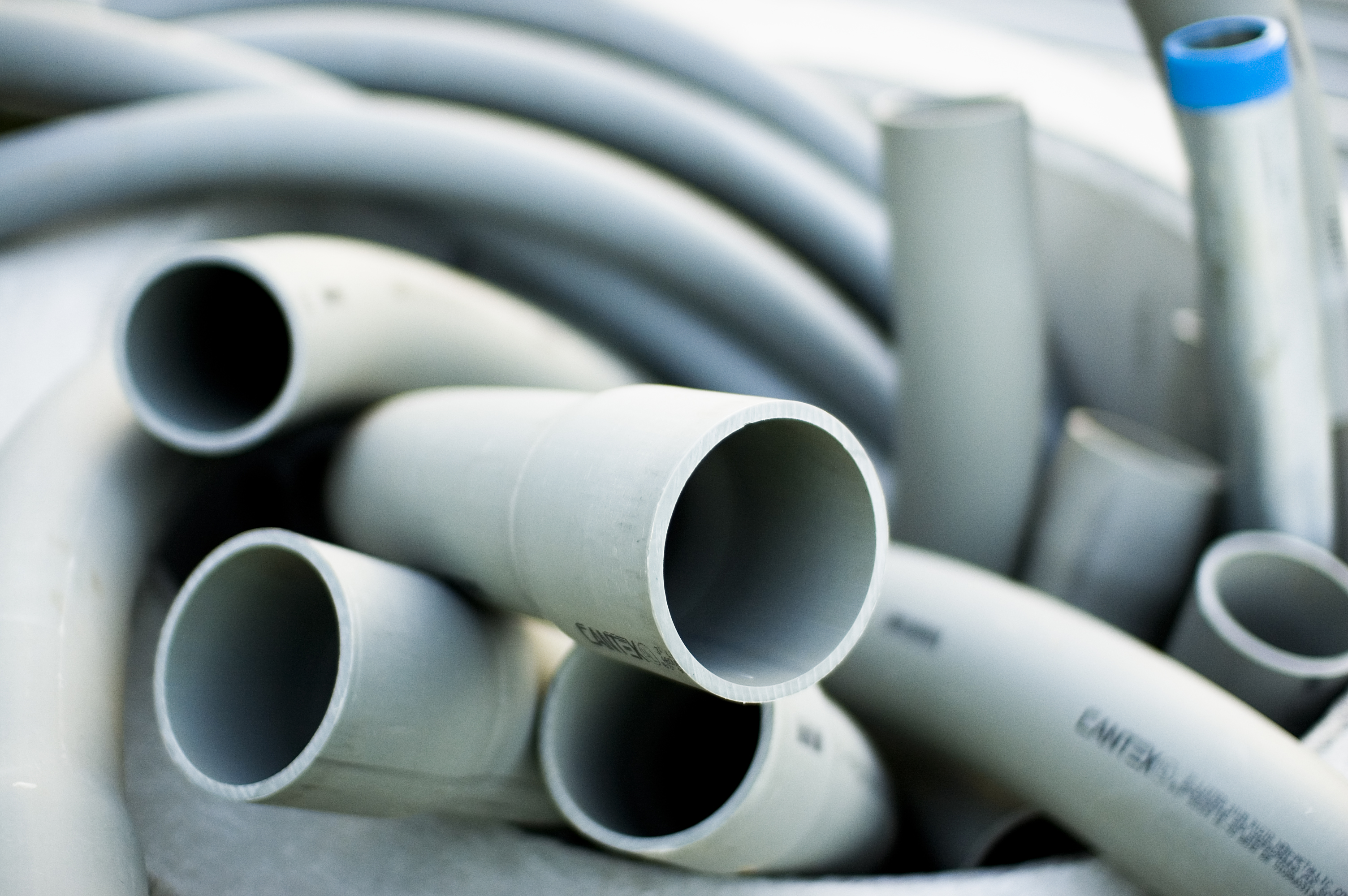
PVC-Rohre

Polyvinylchlorid gilt aufgrund des ungewöhnlich hohen Chloranteils und der damit bei der Verbrennung entstehenden Nebenprodukte, wie Chlorgas und Chlorwasserstoff (Salzsäure), als umweltschädlicher Kunststoff. Außerdem enthält vor allem Weich-PVC viele Weichmacher, die teilweise gesundheitsschädlich sind, zudem ist das zur Herstellung benötigte Vinylchlorid krebserregend. Generell wird zwischen Hart-Polyvinylchlorid und durch Zusatz von Weichmachern hergestelltes Weich-Polyvinylchlorid unterschieden. Hart-PVC ist ein amorpher Thermoplast und besitzt eine hohe Steifigkeit und Härte. Es ist extrem schwer entflammbar, kann in der Hitze eines bestehenden Brandes allerdings Chlorwasserstoff und Dioxine freisetzen. Es zeigt eine sehr gute Beständigkeit gegen Säuren, Basen, Fette, Alkohole und Öle. Aus diesem Grund wird es vor allem zur Herstellung von Abwasserrohren und Fensterprofilen eingesetzt. Ein gravierender Nachteil ist seine sehr geringe Wärmebeständigkeit, es kann dauerhaft nur bis 65 °C und kurzfristig bis 75 °C eingesetzt werden; und seine Neigung zum „Weißbruch“ beim Biegen ist ebenfalls nachteilig. Weich-PVC ist ein gummielastischer, lederähnlicher Thermoplast. Wichtige Anwendungen sind die Herstellung von Bodenbelägen, Dichtungen, Schläuchen, Kunstleder, Tapeten, Dachbahnen, Wood-Plastic-Composite-Produkte etc.
Die Technikhistorikerin Andrea Westermann sieht PVC als den “ersten vollsynthetischen thermoplastischen Werkstoff […], der in den 1930er Jahren von der IG Farbenindustrie AG entwickelt wurde [und] in den 1950er Jahren als mengenmäßig wichtigster Kunststoff die massenhafte Ankunft von Plastik in der Gesellschaft einläutete […]”.

### Polystyrol (PS)

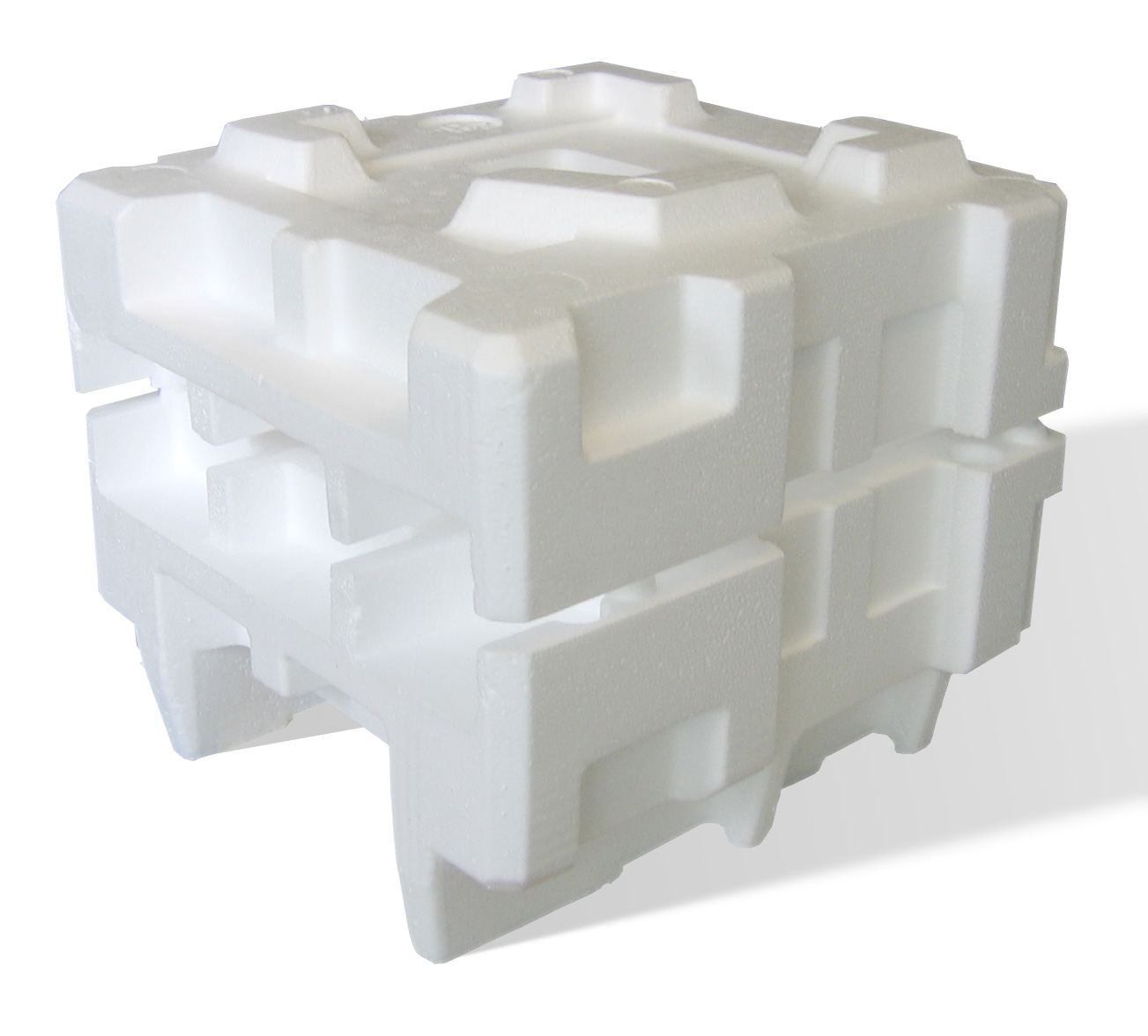
Schaumpolystyrol als Verpackungsmaterial

Polystyrol wird überwiegend als amorpher Thermoplast hergestellt, durch neuere Entwicklungen gibt es mittlerweile auch kristallines Polystyrol, dieses hat aber geringere Bedeutung. Beide Varianten zeichnen sich durch geringe Feuchtigkeitsaufnahme, gute Verarbeitbarkeit und sehr gute elektrische Eigenschaften aus. Sie unterscheiden sich in ihrer Schlagfestigkeit. Nachteile sind seine Neigung zur Spannungsrissbildung, die geringe Wärmebeständigkeit, Entflammbarkeit und seine Empfindlichkeit gegenüber organischen Lösungsmitteln. Mittels Pentan aufgeschäumtes Polystyrol wird unter anderem als Styropor vertrieben.
Anwendungsgebiete:
- Elektrotechnik: als Isolierung von elektrischen Kabeln, Material für Gehäuse, (als High Impact Polystyrene (HIPS)), Schalter etc.
- Bauindustrie: als Dämmstoff (Schaumpolystyrol)
- Verpackungen: Schaumpolystyrol, Verpackungsfolien, Joghurtbecher etc.

### Polyurethan (PU/PUR)

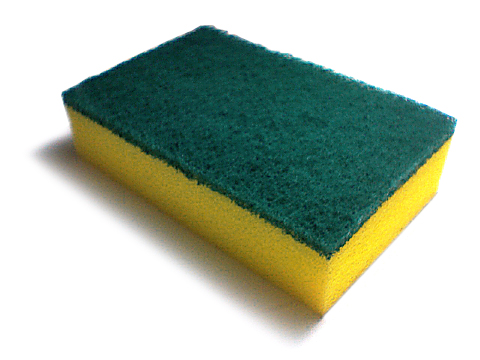
Schwamm aus Polyurethan

Die Eigenschaften von Polyurethanen können durch Wahl der Isocyanat- oder Urethan-haltigen Monomerkomponenten sehr stark in ihrer Elastizität variiert werden. So werden sehr elastische PUR-Textil-Fasern (Elastan) aus Polyestern und Urethan-haltigen Polyestern hergestellt, ebenso dienen Urethan-haltige Polymere als Zusatz in Lacken und Materialien für Leiterplatten (Bectron).
- Die bekannteste Anwendung dürften Polyurethanschaumstoffe sein. Sie dienen als Matratzen, in Autositzen, Sitzmöbeln, Dämmmaterial, Schwämmen. Durch Wahl der Einzelkomponenten werden die genauen Materialeigenschaften eingestellt.
- Die wichtigste Anwendung ist wohl der Rostschutz von Auto-Karosserien. Auf den blanken Eisenkarossen werden Hydroxygruppen-haltige und Urethangruppen-haltige Einzelpolymere abgeschieden. Bei 120–160 °C werden diese dann untereinander vernetzt, es bildet sich eine überall gleichdicke rostverhindernde Polymerschicht auf dem Eisen.

### Polyethylenterephthalat (PET)

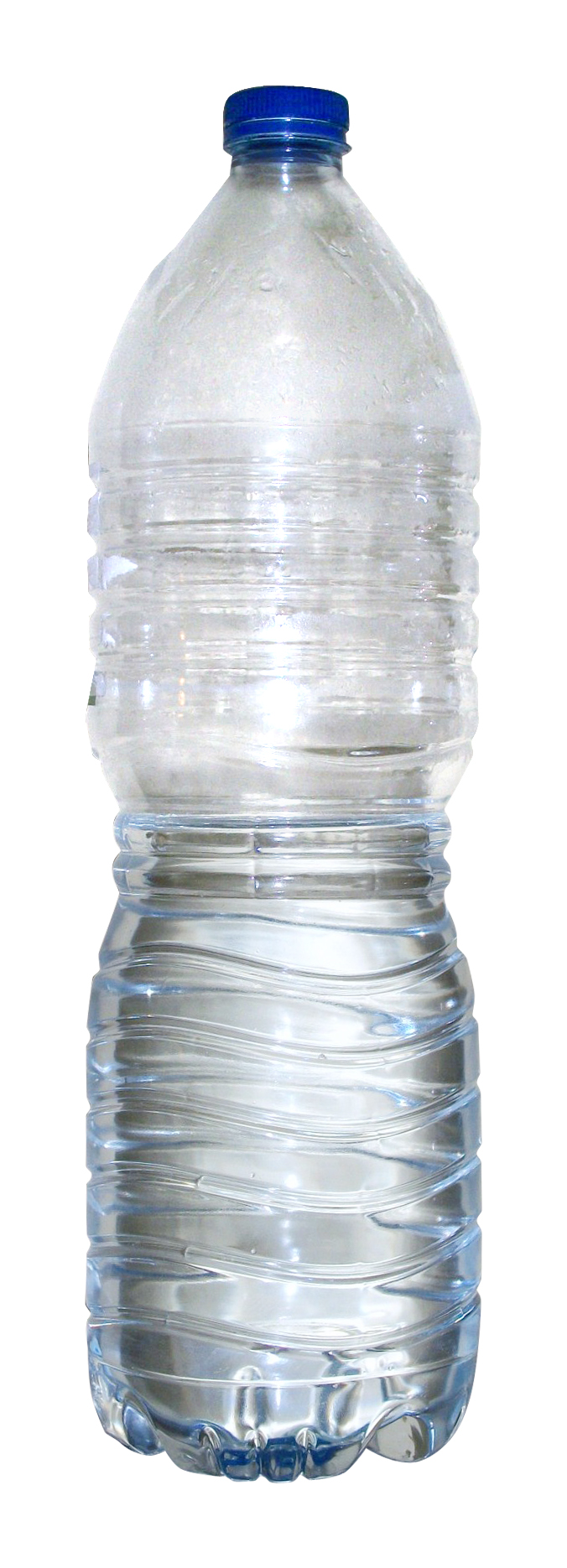
Flasche aus PET

Polyethylenterephthalat ist ein Polyester aus Terephthalsäure und Ethylenglycol, bei der Herstellung werden stöchiometrische Mengen eingesetzt und die Veresterung bis zu einem Umsatz von 99 % durchgeführt. Die erstarrte Schmelze kristallisiert sehr langsam, so dass sich hier je nach Anwendungsbereich amorphes und teil-kristallines (C-PET) Material herstellen lässt. C-PET besitzt hohe Steifigkeit, Härte, Abriebfestigkeit und ist beständig gegen verdünnte Säuren, Öle, Fette und Alkohole. PET-Flaschen sind jedoch empfindlich gegenüber heißem Wasser.
Anwendungsbeispiele:
- Elektrotechnik: Teile für Haushalts- und Küchengeräte, Computer etc.
- Maschinenbau: Zahnräder, Lager, Schrauben, Federn.
- Fahrzeugtechnik: Sicherheitsgurte, Lkw-Abdeckplanen
- Medizin: Implantate wie Gefäßprothesen

Amorphes PET zeigt eine geringere Steifigkeit und Härte als C-PET, aber bessere Schlagzähigkeit. Da es transparent, aber leichter als Glas ist, wird es als Material für Getränkeflaschen und Verpackungen für Lebensmittel und Kosmetika verwendet. In der Elektrotechnik finden PET-Folien als Trägermaterial für Magnetbänder Verwendung.

## Sonderkunststoffe
Manche Kunststoffe werden in großen Mengen für Massenartikel hergestellt. Andere hingegen werden nur in geringen Mengen eingesetzt, da ihr Preis hoch ist oder sie nur in Spezialanwendungen nützlich sind. Solche Kunststoffe werden als Sonderkunststoffe bezeichnet (englisch: specialty polymers oder auch special purpose plastics). Manche Sonderkunststoffe werden mit der Zeit gebräuchlicher und nehmen eine Rolle als technische Kunststoffe ein, andere bleiben Spezialanwendungen vorbehalten.
Beispiele für Sonderkunststoffe sind Hochleistungsthermoplaste (auch Hochtemperaturkunststoffe genannt), Elektroaktive Polymere, Polymer Electrolytes, Flüssigkristallpolymere, Ionic Polymers, Polymer Nanokomposite und weitere. Im Folgenden werden einige Sonderkunststoffe sowie einige speziellere Anwendungen vorgestellt.

### Kunststoffe für Hochtemperaturanwendungen
Thermoplastische Kunststoffe, die eine Dauergebrauchstemperatur von über 150 °C aufweisen, werden als Hochtemperaturkunststoffe bezeichnet. Da Kunststoffe dieser Art auch besondere mechanische Eigenschaften und eine besondere Resistenz gegenüber Chemikalien aufweisen, werden sie auch als Hochleistungskunststoffe bezeichnet. Hochleistungskunststoffe sind teuer und werden nur in geringen Mengen produziert.
Aufgrund ihrer guten mechanischen Eigenschaften und einer im Vergleich geringen Dichte werden Hochleistungskunststoffe häufig als Ersatz für Metalle verwendet. Durch die Chemikalienresistenz ergeben sich weitere Einsatzfälle. Sie finden daher Anwendung in der Luft- und Raumfahrt (für Turbinen), in der Automobilindustrie an heißen Stellen im Motorraum oder in der chemischen Industrie bei Kontakt mit aggressiven Chemikalien.

### Flüssigkristalline Polymere

Zwei Polyamidketten des Kevlar in paralleler Orientierung

Flüssigkristalline Polymere (engl. liquid crystalline polymers (LCP)) heißen Polymere, deren Ketten in der Schmelze flüssigkristalline Phasen bilden. In Kristallen liegt generell eine feste Ordnung vor, während in Flüssigkeiten und Schmelzen die Verteilung der Moleküle oder Atome in der Regel weitgehend zufällig ist. Insoweit ist der Ausdruck flüssigkristallin eigentlich ein Widerspruch. In LCPs orientieren sich die Polymerketten jedoch aufgrund intramolekularer Wechselwirkungen parallel zu Bündeln an. So bilden beispielsweise aromatische Polyamide in Schwefelsäure in Verbindung mit Calcium- oder Lithiumchlorid derartige Phasen. Wird eine derartige Lösung aus einer Spinndüse durch einen Zwischenraum mit Luft in ein Fällbad (Dry-Jet-Wet-Spinnverfahren) gepresst, entstehen Fasern, in denen die Ketten in Richtung der Längsachse orientiert sind. Derartige Fasern sind in der Lage, eine für Kunststoffe ungewöhnlich hohe Zugbelastung auszuhalten, die vergleichbar mit Metallen oder Kohlenstofffasern ist. Aufgrund ihrer geringen Dichte werden sie, eingebettet in Kunstharze (Composites) im Flugzeug- und Fahrzeugbau eingesetzt. Weitere Anwendungen sind schusssichere Westen, Schutzhelme, Schutzanzüge, Surfbretter und Segelbootbau. Wichtige Marken sind Kevlar, Nomex und Faser B.

### Elektrisch leitende Polymere
Kunststoffe gelten im Allgemeinen als hervorragende Isolatoren. Das liegt daran, dass Polymeren die Grundvoraussetzung für elektrische Leitfähigkeit, quasi freie Elektronen, völlig fehlt. Durch Zugabe von Substanzen (Dotierung), die entweder der Kette Elektronen zuführen (Reduktion) oder durch Entfernung (Oxidation) freie Stellen für die Elektronenbewegung schaffen, ist es möglich elektrisch leitfähige Polymere zu erzeugen. So werden Polyacetylen und Poly(p-phenylen) elektrisch leitend, wenn sie mit Brom, Iod oder Perchlorsäure dotiert sind. Weitere wichtige elektrisch leitende Polymere sind Polyanilin, dotiert mit Salzsäure und Polypyrrol aus anodischer Oxidation. Anwendungen sind Materialien für Elektroden und Batterieelemente, sowie antistatische Beschichtungen. Durch geeignete Dotierung können den bisher genannten Polymeren auch halbleitende Eigenschaften verliehen werden. Aus solchen Materialien bestehen beispielsweise Polymer-Leuchtdioden. Für die Entwicklung leitfähiger Polymere wurde den Wissenschaftlern Alan J. Heeger, Alan G. MacDiarmid und Hideki Shirakawa im Jahr 2000 der Nobelpreis für Chemie verliehen.

### Kunststoffe in der Medizin

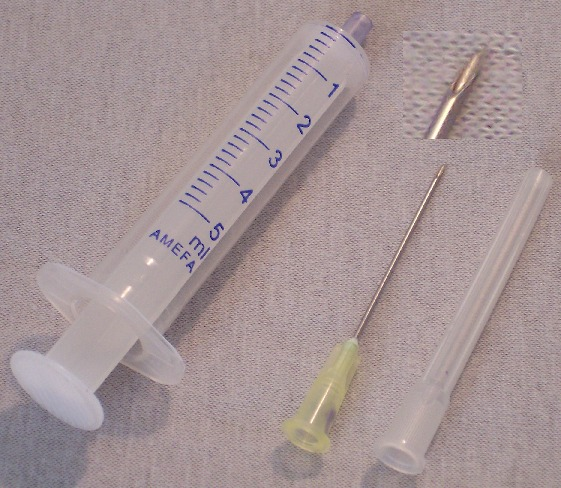
Einweg-Kunststoffspritze mit Kanüle

Kunststoffe erfüllen in der Medizin vielfältige Aufgaben: Sie dienen als Behälter für Infusionslösungen, Bauteile von medizinischen Geräten, Wegwerfartikel (Spritzen, Pflaster, Katheter, Schläuche etc.) und Implantate (Herzklappen, Knochenersatz, Gelenkpfannen, resorbierbare Knochenschrauben etc.). Für Materialien, die auf direkte oder indirekte Weise im Kontakt mit lebendem Gewebe stehen, gelten naturgemäß besondere Auflagen: Zum einen darf der Kunststoff den Organismus nicht schädigen, zum anderen darf umgekehrt das biologische Milieu die Materialeigenschaften des Kunststoffs nicht beeinträchtigen. Sind diese Bedingungen erfüllt, wird von Biokompatibilität gesprochen. Wichtigstes Argument für den Einsatz von Kunststoffen in der Medizin war und ist die Hygiene, so konnten medizinische Instrumente aus Glas oder Metall durch Wegwerfartikel aus Kunststoff ersetzt werden. Ein bemerkenswertes Beispiel ist Polymilchsäure (auch: Polylactid), ein Polyester der natürlich vorkommenden Milchsäure. Er wird zu Fasern gesponnen, die als resorbierbare chirurgische Nähfäden Verwendung finden. Nach dem Einsatz der Fäden werden diese enzymatisch abgebaut. Die Dauer der Degradation kann dabei über die Stereochemie (Wahl der Ketten aus rechts- oder linksdrehender Milchsäure) des Polymers eingestellt werden.

## Umweltproblematiken

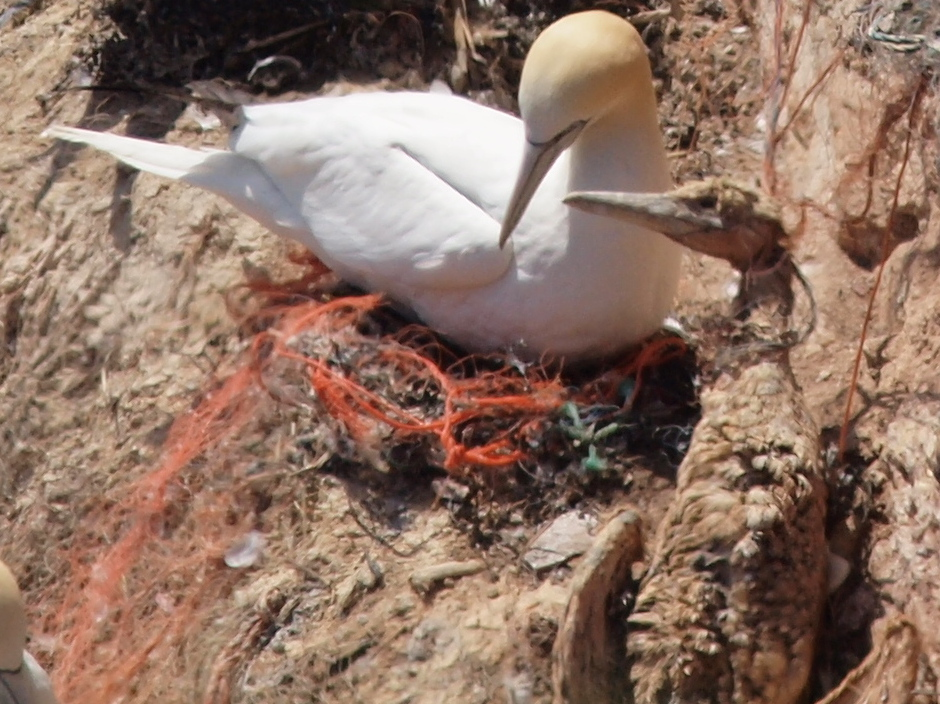
Vorne rechts: Mumifizierter, von einem Geisternetz strangulierter Basstölpel neben brütender Artgenossin (Helgoland, 2011)

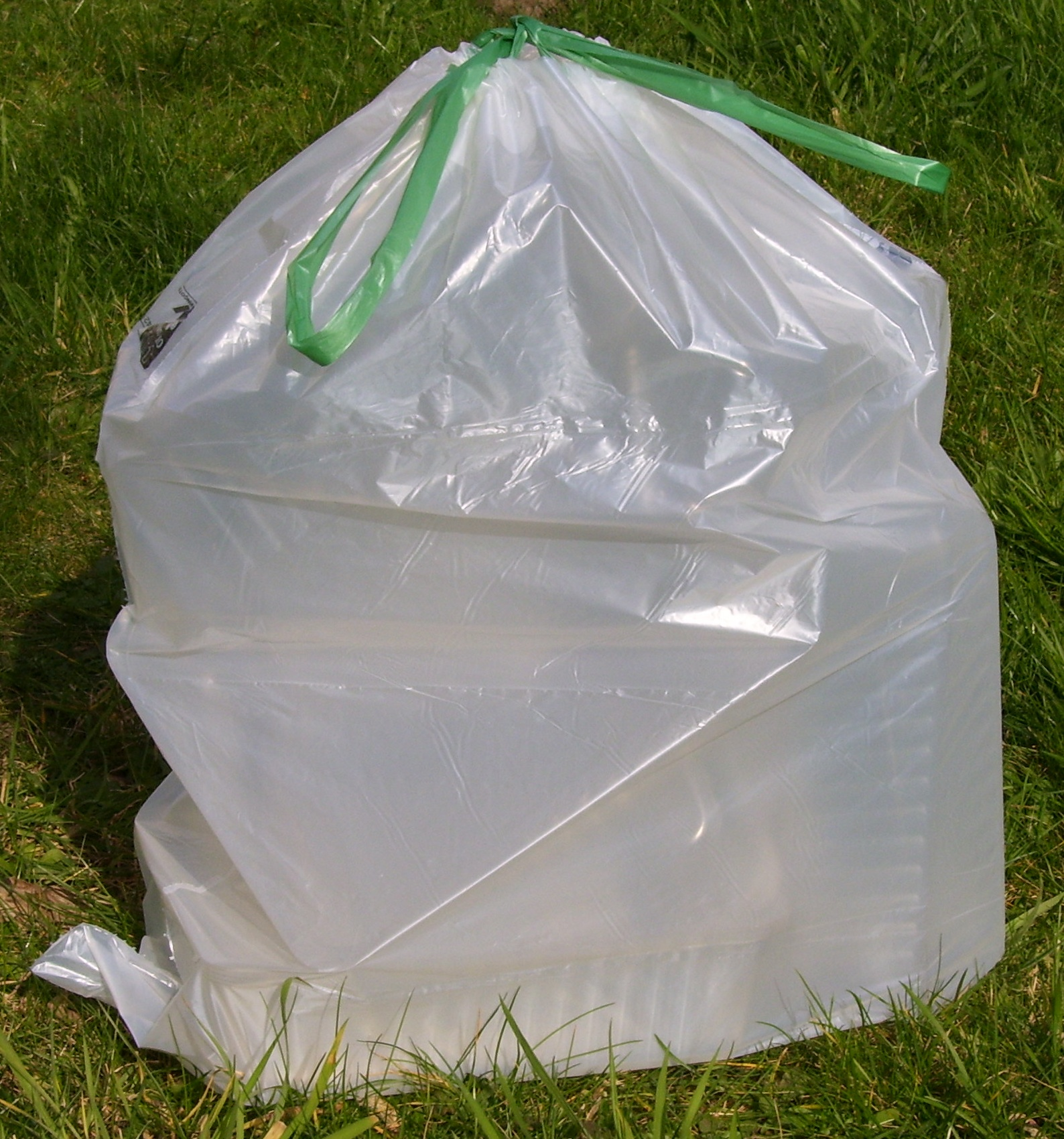
Abfallbeutel aus biologisch abbaubarem PLA-Biokunststoff

Aus der Produktion von Kunststoffen ergibt sich zwangsläufig das Problem der Entsorgung der aus ihnen erzeugten Produkte (Plastikmüll).

### Risikopotential einzelner Bestandteile
Viele der zur Kunststoffherstellung verwendeten Additive sind nachweislich gesundheitsschädlich.
In diversen Kunststoffen enthaltene Bestandteile werden als hormonell wirksam eingestuft (endokrine Disruptoren) und werden über die Haut, durch Einatmen (Aerosole, Abrieb von Gummireifen) und über die menschliche Nahrung aufgenommen:

#### Polymere
Die polymeren Bestandteile der Kunststoffe sind zum einen nicht wasserlöslich und zum anderen nicht in der Lage, die Zellmembranen von Mikroorganismen zu passieren, das heißt, eine Wechselwirkung mit lebenden Organismen ist außer bei den biologisch abbaubaren Kunststoffen und bei der Entstehung von Mikroplastik nicht bekannt. Das hat zwar den Vorteil, dass Polymere als gesundheitlich unbedenklich eingestuft werden können, aber eine Umwandlung in der belebten Natur kann nicht völlig ausgeschlossen werden.
Konkrete Studien zu den Auswirkungen von Mikroplastik auf den Menschen gibt es bisher nicht. Aus Studien zu Polymeren, die als Träger für Medikamente verwendet werden, ergibt sich, dass Partikel im Nanometerbereich zwar in den Blutkreislauf aufgenommen, aber auch wieder ausgeschieden werden.

#### Bisphenol A
Bisphenole wie Bisphenol A (BPA), C (BPC) oder S (BPS) werden als Härtemittel etwa in Beschichtungen von Konservendosen oder in Kunststoffvorrats- oder sonstigen Behältnissen eingesetzt: sie lösen sich vor allem in säurehaltigen Stoffen wie Tomaten- oder Fruchtflüssigkeiten, schneller noch unter Hitzeeinfluss. Statistiken zufolge haben 95 bis 98 % der Menschen BPA in ihrem Urin, wobei die Halbwertszeit des Abbaus im Körper bei ca. einem halben bis einem Tag liegt. Der UNEP/WHO und endokrinologischen Fachgesellschaften zufolge erhöht Bisphenol A beim Menschen das Risiko für Adipositas, Diabetes mellitus, Unfruchtbarkeit bei Männern und Frauen, Brustkrebs, Endometriose, Prostatakrebs, kindliche Entwicklungsverzögerungen und Hirnschäden.

#### Phthalate
Phthalate werden als Weichmacher in Kosmetika, aber auch in Lebensmittelfolien eingesetzt: sie sind jedoch im Sinne eines endokrinen Disruptors hormonell wirksam und erhöhen so laut UNEP/WHO und endokrinologischen Fachgesellschaften beim Menschen das Risiko für Fettleibigkeit, Diabetes mellitus, Unfruchtbarkeit bei Männern und Frauen, Brustkrebs, Endometriose, Prostatakrebs, kindliche Entwicklungsverzögerungen und Hirnschäden.

### Eintrag und Verbreitung

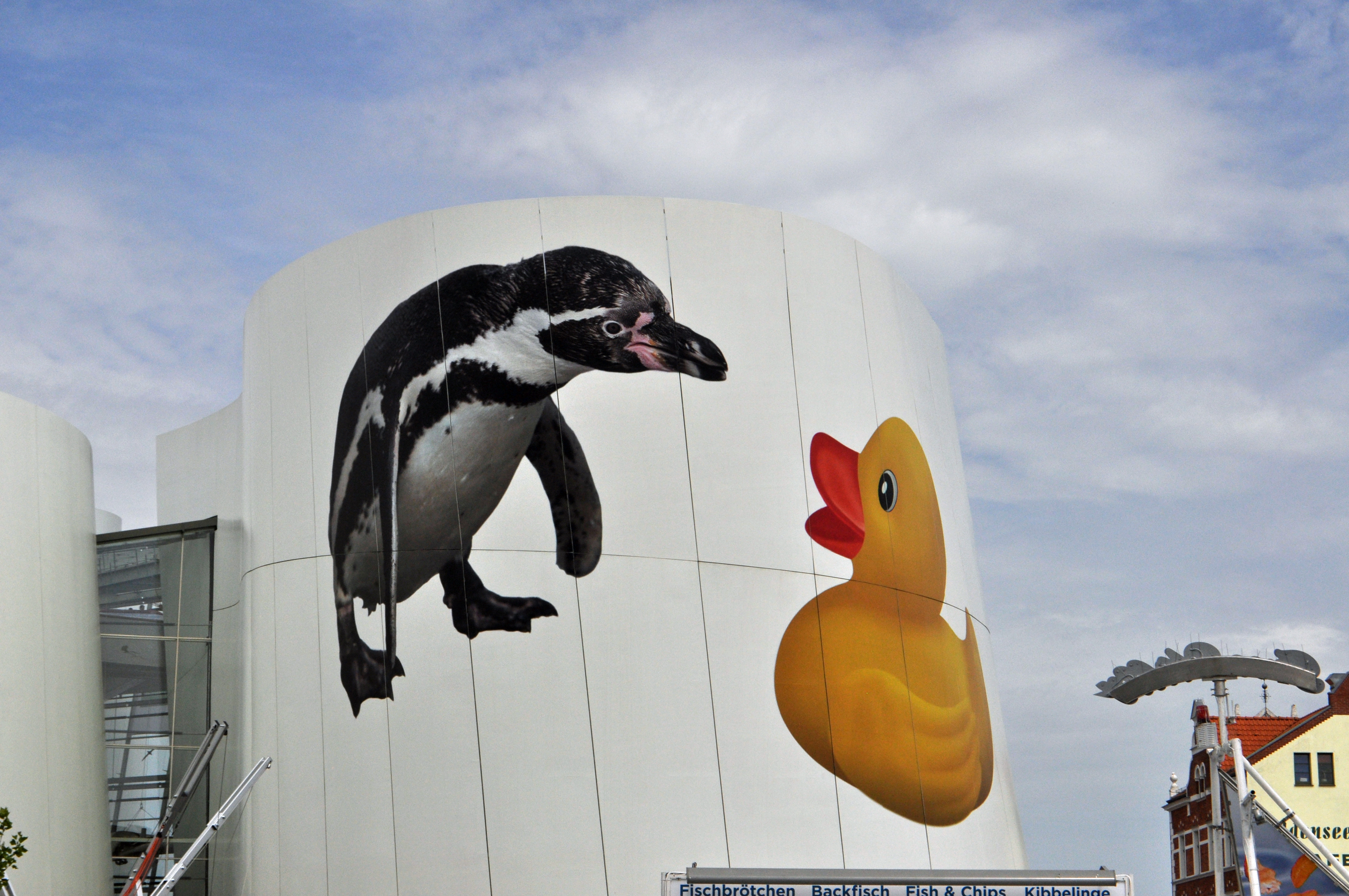
Bemalung am Ozeaneum Stralsund, um auf die Vermüllung der Weltmeere aufmerksam zu machen

Teilweise gelangen biologisch nicht abbaubare Kunststoffe auch in die Umwelt. Von den weltweit jährlich produzierten mehr als 200 Millionen Tonnen Kunststoffen gelangen nach unterschiedlichen Schätzungen sechs bis 26 Millionen Tonnen in die Meere, 70 % davon sinken auf den Meeresboden. Mehrere Millionen Tonnen Kunststoffmüll treiben in sogenannten Müllstrudeln im Nordpazifik und im Nordatlantik. Jedes Jahr tötet dieser Müll mehrere hunderttausend höhere Meerestiere. Kleine Plastikteile und Mikroplastik gelangt in die Nahrungskette von Meerestieren und führen dazu, dass Tiere mit vollem Magen verhungern oder innere Verletzungen erleiden. Oft verwechseln Tiere Plastikteile mit ihrer Nahrung und verschlucken sie. Größere Plastikteile wie Planen, defekte Fischernetze oder Taue verletzen Meerestiere. Plastikplanen bedecken Korallenstöcke, Schwämme oder Muschelbänke und verhindern so deren Besiedlung. Nach einer Studie der UNEP befinden sich in dem Strudel im Pazifik bis zu 18.000 Kunststoffteile auf jedem Quadratkilometer Meeresfläche. Auf ein Kilogramm Plankton kommen hier sechs Kilogramm Kunststoff. Die Größen der Strudel lassen sich kaum angeben, da sie nicht scharf begrenzt sind.
In der Schweiz gelangen jedes Jahr rund 14.000 Tonnen Kunststoffe in die Böden und Gewässer. Der größte Teil davon gelangt in die Böden.
Die für die Kunststoffherstellung verwendeten, hormonell aktiven Substanzen (endokrine Disruptoren) sind weltweit mittlerweile derart weit verbreitet, dass in Urin, Blut und Fettgewebe praktisch aller Menschen weltweit endokrine Disruptoren nachgewiesen werden können.

#### Ursprung
Aus Europa und Nordamerika stammen zusammen weniger als 5 % des Eintrags. Bei Untersuchungen in 42 Ländern entfiel 2018 das meiste des gefundenen Plastikmülls auf Coca-Cola, Pepsi und Nestlé. In der Manilabucht konnte der meiste Plastikmüll Nestlé, Unilever und Procter & Gamble zugeordnet werden. Laut einem 2021 veröffentlichten Bericht werden 55 % des weltweiten Plastikmülls von 20 Firmen produziert, angeführt von Exxon Mobile.

### Persistenz

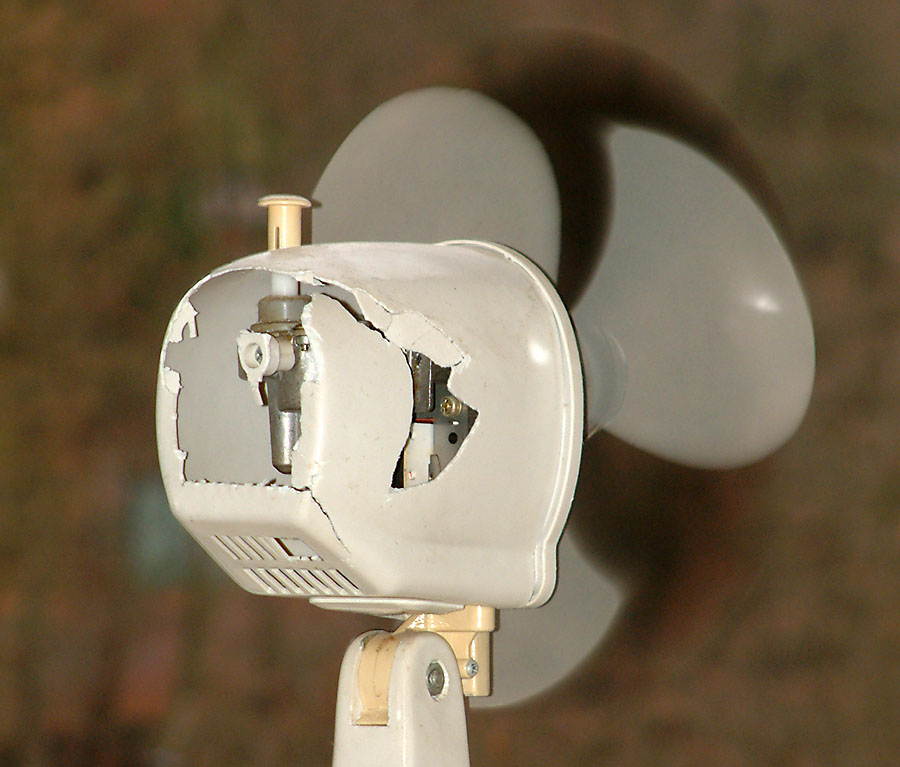
Alter Ventilator mit doppelter Schädigung durch UV-Licht: Versprödung des Gehäuses und Vergilbung des Scharniers

Kunststoffe galten lange als biologisch nicht abbaubar, erst in jüngerer Zeit wurden einige Organismen gefunden, die Kunststoffe abbauen können (siehe Abschnitt Biologischer Abbau herkömmlicher Kunststoffe). Chemische und physikalische Prozesse benötigen für Kunststoff-Abbau sehr lange, da auf solchen Wegen Zerfallszeiten von mehrere hundert Jahren errechnet wurden, werden Kunststoffe auch als persistent bezeichnet. Eine Möglichkeit für anorganischen Abbau ist die Einwirkung von UV-Strahlung (Sonnenlicht), dabei „zerbrechen“ die Kunststoffketten stückweise, das äußert sich makroskopisch im Vergilben und/oder Verspröden.
Mikroorganismen können Kunststoffe im Grunde nur durch extrazelluläre Enzyme verarbeiten, die das Material in kleinere Bestandteile zerlegen, die dann von der Zelle aufgenommen werden können. Allerdings sind die Enzyme zu groß, um effektiv in das verrottende Material einzudringen, so dass dieser Prozess nur als Oberflächenerosion ablaufen kann.
Wenn bei dem Abbau durch biochemischen Prozesse giftige Zwischenstufen entstehen, können diese sich in der Natur anreichern. Zusätzliche Gefahr geht von den Additiven der Kunststoffe, wie Weichmachern, Farbstoffen oder Flammschutzmitteln aus. Dabei sind als Schadstoffquellen insbesondere flüchtige organische Verbindungen zu nennen.

### Kulturelle Rezeption
Die von Kunststoffen verursachten Umweltprobleme werden in den Dokumentarfilmen Plastic Planet (2009) des österreichischen Regisseurs Werner Boote, Plastik über alles (OV: Addicted to plastic) (2008) des kanadischen Regisseurs Ian Connacher sowie Midway (2009–2013) des US-Regisseurs Chris Jordan gezeigt.

## Abfallmanagement

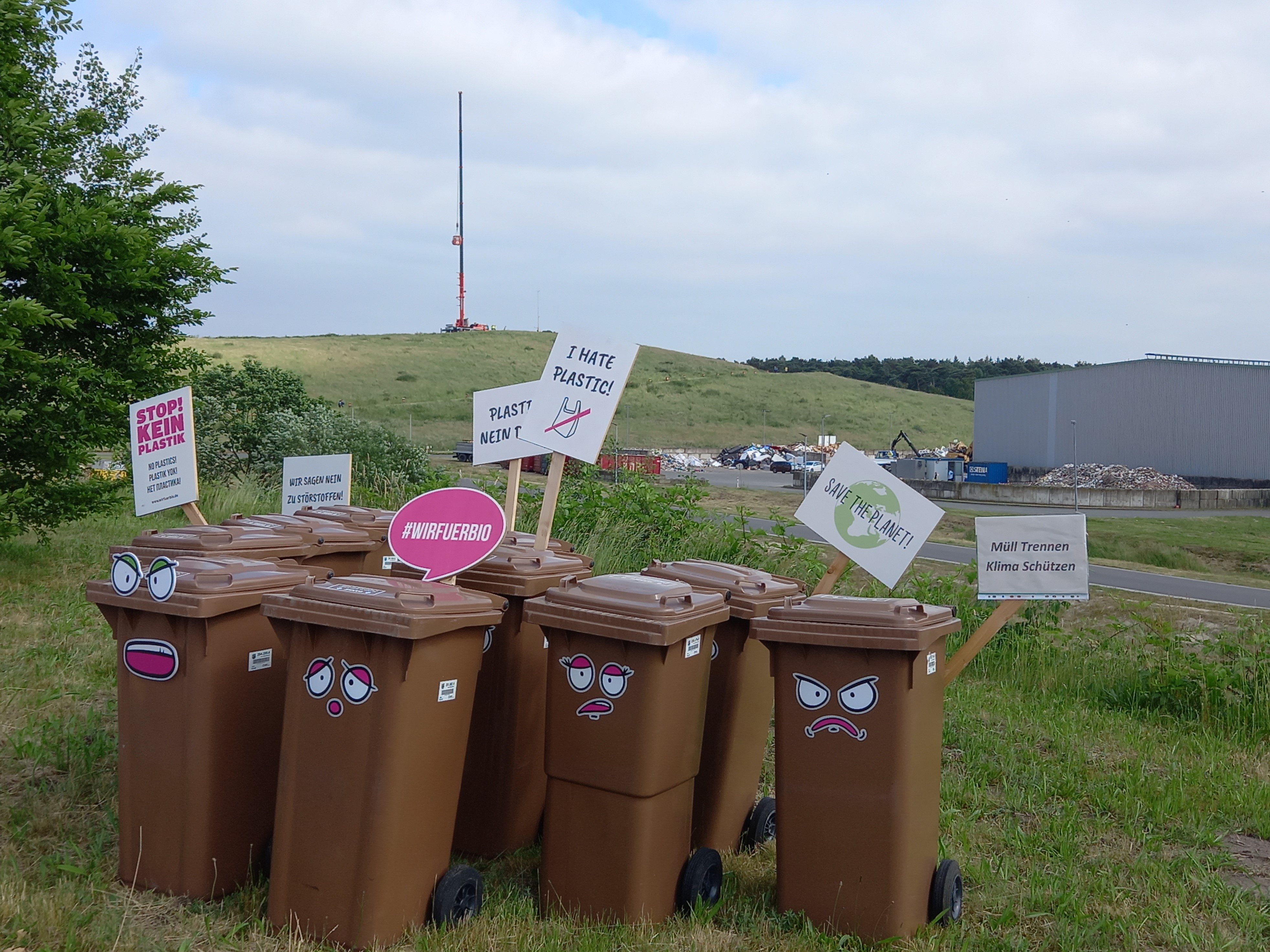
Gegen Plastikmüll „demonstrierende“ Biomülltonnen am Rande einer Deponie

Von den ca. 6,3 Mrd. Tonnen Kunststoff, die bis 2015 zu Abfall wurden, wurden ca. 9 % recycelt und 12 % verbrannt. Etwa 79 % der Kunststoffe wurden auf Müllhalden deponiert bzw. wurden in der Umwelt ausgebracht (auch als Folge mangelhafter Mülltrennung), wo sie sich nun anreichern. In der Schweiz wird etwa 90 % des Plastikmülls energetisch verwertet. Laut einer wissenschaftlichen Übersichtsarbeit würde eine rationale Antwort auf die „globale Bedrohung“ darin bestehen, den Konsum neuen Plastiks zu reduzieren und das Abfallmanagement international zu koordinieren. Der Export von Kunststoffabfällen, der nicht zu einem besseren Recycling führt, solle verboten werden.
Das Exportvolumen an Kunststoffabfällen, die aus Deutschland in andere Länder verbracht wurden, war 2021 im Vergleich zum Vorjahr um 25 Prozent gesunken. Dennoch bleibt Deutschland, nach Angaben des Statistischen Bundesamtes, mit 766.200 Tonnen ausgeführten Kunststoffabfällen (2021) der größte Exporteur innerhalb Europas.

### Kunststoffrecycling

Die häufigsten Kunststoffe nach Verwendung und Recyclingkennzeichen, Deutschland 2017. Grafik: PLASTIKATLAS - Appenzeller/Hecher/Sack CC-BY-4.0

Im Jahr 2012 betrug die weltweite Recyclingquote für Kunststoffabfälle nur etwa 3 % bei einer jährlichen globalen Jahresproduktion an Kunststoffen von rund 280 Millionen Tonnen. Im Jahr 2018 erwähnte ein Artikel in der NZZ eine Zahl von 8 %. Ein Großteil der anfallenden Kunststoffabfälle wird stattdessen auf Müllkippen deponiert oder verbrannt, und geschätzte 20 Millionen Tonnen des nicht-recycelten Plastikmülls landen schließlich in den Ozeanen, wo er ein enormes Umweltproblem darstellt. Dagegen werden in Deutschland und der Schweiz keine Kunststoffe mehr deponiert. In der EU soll dieses Ziel bis zum Jahr 2020 erreicht werden. In der Bundesrepublik lag die Recyclingquote im Jahr 2010 bei 45 %, womit Deutschland Vorreiter im europäischen Vergleich ist. Die restlichen 55 % werden thermisch verwertet (Müllverbrennung). Die Kunststoffindustrie hat zur Unterstützung dieses Vorhabens eine Kampagne Zero Plastics to Landfill by 2020 gestartet. Inzwischen gibt es auch Industrieunternehmen, die sich auf das Recycling von Plastik spezialisiert haben.
Grundsätzlich lassen sich drei Möglichkeiten der Weiterverwertung erschließen:

#### Werkstoffliche Verwertung

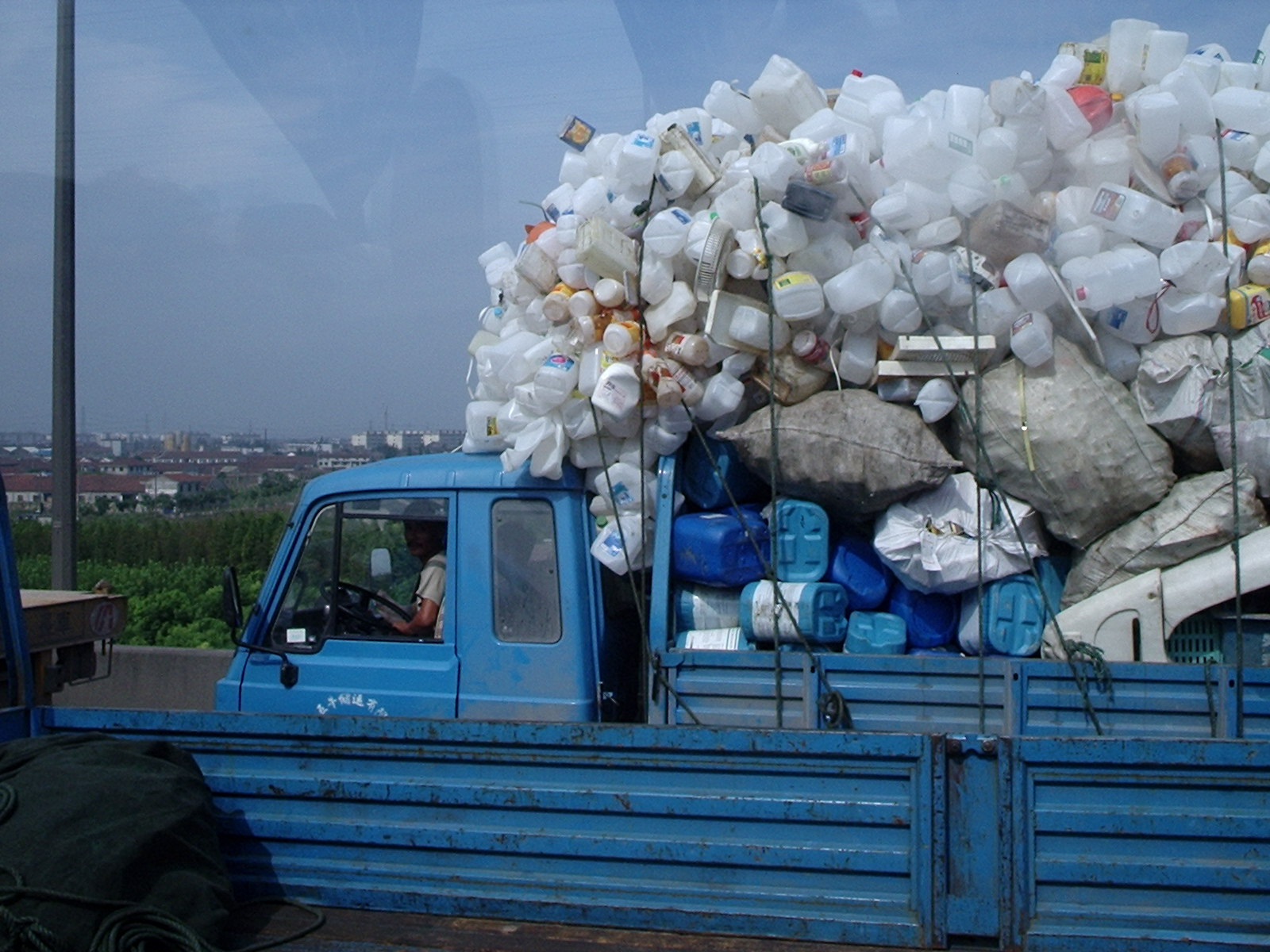
Lkw mit recyclebaren Kunststoffabfällen in China

Thermoplaste lassen sich, einmal zu einem Werkstück geformt, wieder einschmelzen und zu einem neuen Produkt formen. Die Abfolge von Wärmebehandlungen führt allerdings bei vielen Verfahren zu einem fortschreitenden Qualitätsverlust des Materials (Downcycling). Größtes Problem bei einer erneuten werkstofflichen Verwertung ist allerdings die Trennung der einzelnen Kunststoffe. Werden verschiedene Polymere in einem Material gemischt, führt das zu einem starken Qualitätsverlust und wesentlich schlechteren mechanischen Eigenschaften. Um die Trennung zu erleichtern, wurde 1988 der Recycling-Code eingeführt. Die Wiederverwertung nicht sortenreiner Abfälle, wie Hausmüll, gestaltet sich dennoch schwierig. Die gängigen Trennverfahren sind sehr personalintensiv und erfordern einen hohen Einsatz an Wasser und Energie, so dass sowohl eine Kosten-Nutzen-Rechnung als auch die Ökobilanz negativ ausfallen.

Recycling-Codes
PE-HD
PE-LD
Polypropylen
PVC
Polystyrol

Die werkstoffliche Verwertung wird daher zurzeit fast ausschließlich dort eingesetzt, wo große Mengen eines sortenreinen Materials zur Verfügung stehen. Beispielsweise werden in Deutschland Schaumpolystyrolverpackungen gesammelt, die eine erneute Verwertung als Bodenverbesserer in der Landwirtschaft oder bei der Herstellung von Schaumpolystyrol-Beton oder Ziegelsteinen finden. Die Recyclingquote für Schaumpolystyrol betrug im Jahre 2000 etwa 70 %. Für PVC existiert ebenfalls ein Rücknahmesystem, gesammelt werden vor allem Fußbodenbeläge, Dachbahnen, Fensterprofile und PVC-Rohre. Weitere Anwendungsbereiche für die werkstoffliche Wiederverwertung sind zum Beispiel in der Wiederverwertung von Fahrzeugen oder Getränkeflaschen, oder in Ländern der zweiten oder dritten Welt, wo das Sammeln sortenreiner Kunststoffabfälle zum Einkommen beiträgt. So entstehen aus den Sekundärrohstoffen erneut Verpackungen oder Produkte wie Fensterprofile, Rohre, Blumen- und Getränkekästen, neue Folien, Fensterrahmen oder Gießkannen.

#### Rohstoffliche Verwertung
Die rohstoffliche Verwertung von Kunststoffen ist durch chemisches Recycling möglich. Dieses zielt auf die Umwandlung in molekulare, wiederverwertbare Bausteine ab und umfasst Prozesse wie Vergasung, Pyrolyse, Solvolyse und Depolymerisation. Durch Pyrolyse lassen sich Kunststoffe wieder in die jeweiligen Monomere oder weitere petrochemisch verwertbare Stoffe, wie Methanol oder Synthesegas spalten. Für die Gewinnung der Monomere ist aber ebenfalls die Verfügbarkeit sortenreinen Materials Voraussetzung. Beispiele sind das Hamburger Verfahren, das zurzeit von der BP betrieben wird und sowohl zur Gewinnung von Monomeren, als auch petrochemischer Rohstoffe dient und das von Walter Michaeli und anderen entwickelte Verfahren der degradativen Extrusion, das in der Lage ist, vermischte Kunststoffabfälle in rohstofflich verwertbare Gase, Wachse und Öle umzuwandeln. Diese Verfahren werden naturgemäß vor allem für die Verwertung von Mischkunststoffen genutzt, die sich nur unter großem Aufwand trennen lassen würden.

#### Energetische Verwertung
Bei der energetischen Verwertung werden die Kunststoffe zur Energiegewinnung genutzt. Das geschieht fast ausschließlich durch Verbrennung. Einsatzgebiete sind vor allem Hochöfen, Zementwerke, Kraftwerke etc. Die dort vorherrschenden hohen Temperaturen sorgen für eine vollständige und schadstoffarme Verbrennung. Der Heizwert von Kunststoffen entspricht ungefähr dem von Steinkohle.

### Plastiksteuer und Lenkungsabgaben
Zur Reduzierung der Menge, Ausbreitung in der Umwelt und Beeinflussung der Produktion über Anreize beim Preis wird eine Steuer mit Lenkungswirkung sowie der Abbau von steuerlichen Begünstigungen gegenüber Kraftstoffen erwogen und kontrovers diskutiert. Seit 2021 müssen die Mitgliedstaaten der EU eine sogenannte EU-Plastikabgabe bezahlen. Dies sind Beiträge zu den Eigenmitteln des EU-Haushalts; die Höhe der Beiträge richtet sich nach der Menge nicht-recycelten Verpackungsabfalls aus Kunststoff im jeweiligen Land. Darüber hinaus hat die EU mit der Einwegkunststoff-Richtlinie die Produktion und Verbreitung von verschiedenen Einwegprodukten aus Plastik verboten, auch in verschiedene Länder gibt es Verbote von Plastik-Einwegprodukten.

## Abbau
Herkömmliche Kunststoffe galten bislang als biologisch nicht abbaubar. Ohne biologischen Abbau zersetzen sich Kunststoffe nur sehr langsam durch chemische und physikalische Prozesse (siehe Abschnitt Persistenz). In jüngerer Zeit wurden einige Organismen gefunden, die auch herkömmliche Kunststoffe abbauen können.
Bereits seit langem sind biologisch abbaubare Kunststoffe bekannt, meist Polyester.

### Biologischer Abbau herkömmlicher Kunststoffe
Von zwei Insekten, der Dörrobstmotte Plodia interpunctuella und der Großen Wachsmotte Galleria mellonella ist bekannt, dass sie mit Hilfe von Darmbakterien Polyethylen abbauen können.
Die Mottenlarve Galleria mellonella kann Polyethylen-Folien innerhalb von wenigen Stunden durchlöchern. Der genaue Mechanismus ist noch unbekannt, vermutlich besteht ein Zusammenhang mit der Fähigkeit der Mottenlarven, Wachs aus Bienenwaben zu verdauen (Wachs und Polyethylen sind sich chemisch ähnlich, in beiden spielen CH2-CH2-Bindungen eine wichtige Rolle). 2016 wurde das Bakterium Ideonella sakaiensis entdeckt, das in der Lage ist, sich von PET-Abfällen zu ernähren. Es benötigte jedoch für den Abbau eines dünnen Kunststofffilms sechs Wochen. Da es PET in seine Ausgangsstoffe Terephthalsäure und Ethylenglycol zersetzt, wäre es prinzipiell zum Recycling einsetzbar.
Ebenso können Mehlkäfer (Tenebrio molitor) ausschließlich mit Polystyrol ernährt werden, wobei bei Mehlkäfern der Abbauprozess noch unbekannt ist. Da Insektenlarven mit ihren Kauwerkzeugen Kunststoffe zu feinen Partikeln verarbeiten, kann der Abbau durch bakterielle Enzyme schneller erfolgen.
2017 wurde in einer Publikation gezeigt, dass Tübinger Gießkannenschimmel (Aspergillus tubingensis) Polyester-urethane abbauen kann. Innerhalb von zwei Monaten konnte ein Kunststofffilm vollständig abgebaut werden.
Im Jahr 2020 wurde bekannt, dass Enzyme für den Abbau von Plastik zum Einsatz kommen können. Dazu werden spezielle Enzyme verwendet, die so hitzestabil sind, dass sie auch Temperaturen um die 70 Grad aushalten. Ein aktiver Vertreter dieser Methode ist die französische Firma Carbios. Die Flaschen müssen vor dem Erhitzen zuerst verkleinert werden. Trotz dieses Aufwands wird das Verfahren als lohnend bewertet, da die Ausgaben für diesen Prozess sich auf nur etwa 4 % der Kosten belaufen, die für die Produktion neuer Plastikflaschen aus Rohöl anfallen. Die Wirkungsweise des Enzyms, welches die Polyethylenterephthalat (PET) in Polymere zerlegt, wird dabei von Carbios als „bakterieller Katalysator“ beschrieben. An der Erforschung und Nutzbarmachung dieses Verfahrens sind inzwischen auch Nestlé, PepsiCo, L’Oréal und der japanische Getränkehersteller Suntory beteiligt.

### Biologisch abbaubare Kunststoffe

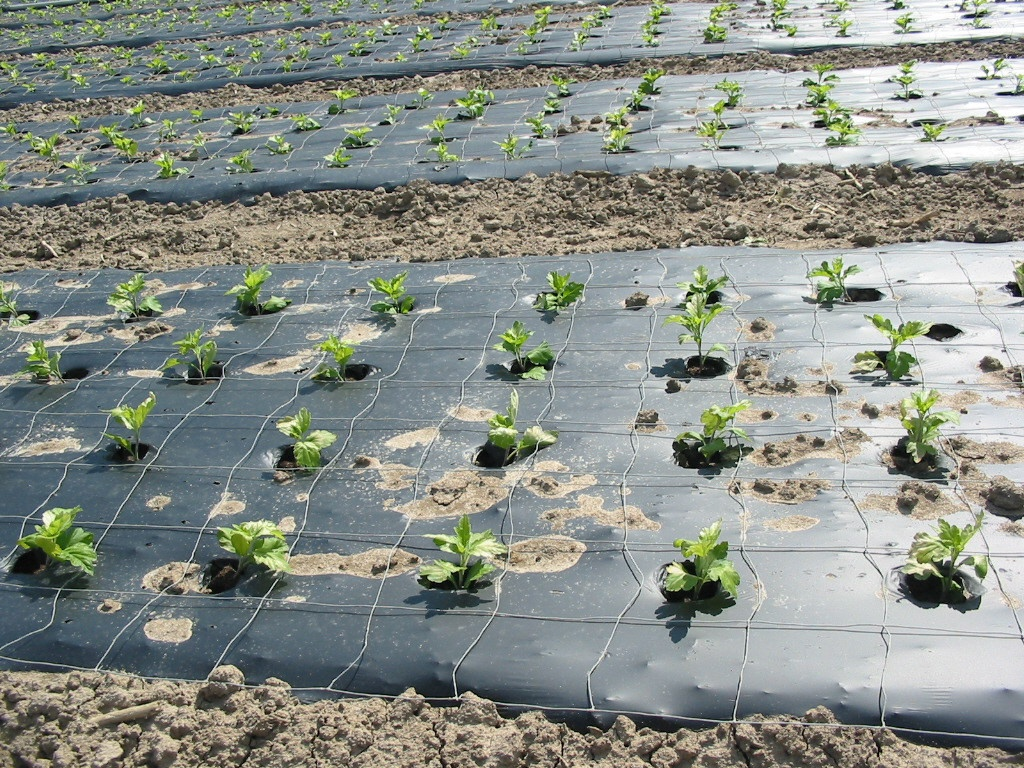
Mulchfolie aus bioabbaubarem PLA-Blend

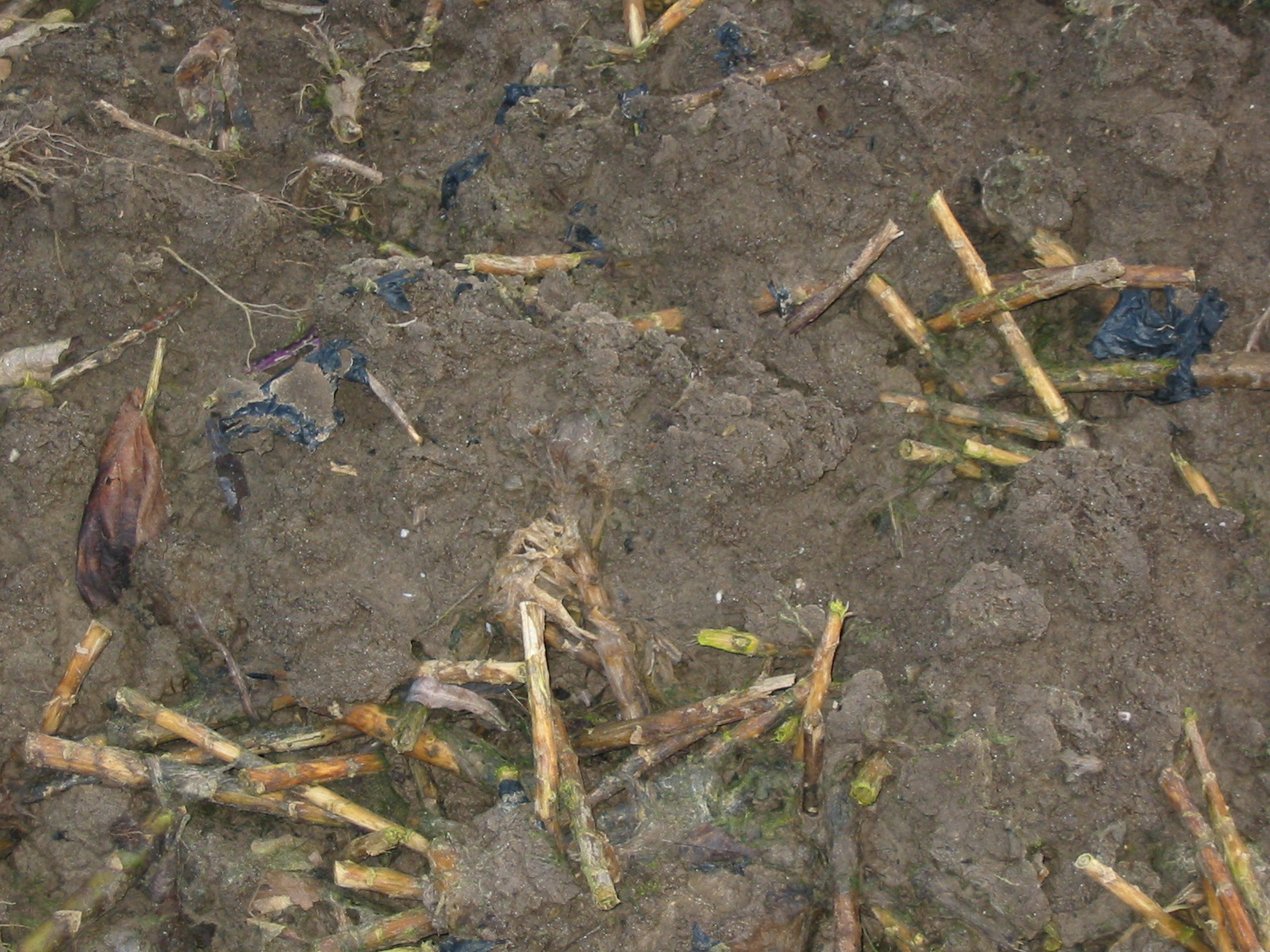
Biologisch teilweise abgebaute Mulchfolie aus PLA-Blend

Seit etwa 1990 wird intensiv an kompostierbaren, entsorgbaren Kunststoffen geforscht. Definiert wird die Prüfung der Kompostierbarkeit von Kunststoffen seit 1998 unter der DIN-Norm V 54900. Damit ein Kunststoff biologisch abbaubar ist, muss er Angriffsstellen für die Enzyme der Mikroorganismen bieten, die ihn für ihren eigenen Stoffwechsel nutzen sollen. Diese Enzyme verwandeln die langen Polymerketten in handlichere wasserlösliche Bruchstücke. Dazu können bereits natürlich vorkommende Polymere (Biopolymere) oder Einheiten in synthetisch hergestellte Ketten wie Zucker, Bernsteinsäure oder Milchsäure integriert werden. Entscheidend ist die Anwesenheit von Heteroatomen wie Stickstoff oder Sauerstoff im Kunststoff. So sind die meisten der bisher etwa 30 bekannten, vermarktungsfähigen, biologisch abbaubaren Kunststoffe Polyester, Polyamide, Polyesterurethane und Polysaccharide. Bei synthetisch hergestellten Polyestern und -amiden besteht das Problem, dass gerade die Eigenschaften, die die Schlag- und Zugfestigkeit der Materialien ausmachen (intramolekulare H-Brücken in Amiden, aromatische Komponenten in Polyestern), einer Verwertung durch die Natur entgegenstehen. Eine Verbesserung der biologischen Abbaubarkeit bedeutet so auch fast immer eine Verschlechterung der Werkstoffeigenschaften.
Die Weltproduktion an biologisch abbaubaren Kunststoffen betrug im Jahr 2007 300.000 Tonnen (im Vergleich zu 240 Mio. Tonnen Standardkunststoff).

#### Polysaccharide
Polysaccharide (Stärke, Cellulose) dienen der Natur als Energiespeicher und Gerüstsubstanzen. Unzählige Einfachzucker (wie Glukose oder Fruktose) bilden lange Ketten und stellen somit natürlich vorkommende Polymere dar, die als solche auch von der Natur abgebaut werden können. Sie sind billig und in großen Mengen verfügbar, zeigen allerdings einen gravierenden Nachteil: Sie können nicht durch Aufschmelzen zu Folien, Formteilen oder Fasern verarbeitet werden, d. h., sie sind nicht thermoplastisch formbar. Die thermoplastische Formbarkeit ist jedoch gerade einer der großen Vorzüge von Kunststoffen. Eine Veresterung der freien OH-Gruppen der Zucker verbessert zwar die Materialeigenschaften, setzt aber auch ihre Fähigkeit zur biologischen Abbaubarkeit herab. Werden Polysaccharide als Werkstoff eingesetzt, ist der Kompromiss zwischen Werkstoffeigenschaften und biologischer Abbaubarkeit nötig.

#### Polyhydroxybuttersäure (PHB)
Polyhydroxybuttersäure ist ein ebenfalls natürlich vorkommendes Polymer, das von bestimmten Mikroorganismen zur Energiespeicherung gebildet wird. Durch Fermentation können diese dazu angeregt werden, das Polymer bis zu 90 % ihrer eigenen Masse anzureichern. Es ist als Biopolymer biologisch abbaubar und zeigt Materialeigenschaften, die denen von Polyestern ähneln. Gegenwärtig bestehen Bestrebungen, PHB in gentechnisch veränderten Pflanzen zu produzieren („Plastikkartoffeln“).
Mögliche Anwendungsgebiete
- Agrarwirtschaft: verrottende Mulchfolien, Pflanzentöpfe
- Abfallentsorgung: Entsorgung von besonders verdrecktem, nur schlecht recyclebarem Müll, wie Lebensmittelverpackungen, Windeln etc.
- Landschaftspflege: Verringerung des Littering
- Fischerei: verlorene Fischernetze sind als Geisternetze eine Gefahr für zahlreiche Meereslebewesen
- Kunstdünger: als Hüllsubstanzen für Dünger, so dass dieser langsamer und dosierter wirken kann (Controlled release).[73]

## Wirtschaftlicher Anteil von Kunststoffen

### Übersicht
Weltweit werden derzeit rund 380 Millionen Tonnen Kunststoff pro Jahr verbraucht (Stand: 2017). Im Durchschnitt wuchs die Produktion von Kunststoffen seit 1950 um ca. 8,4 % pro Jahr und damit 2,5 mal so schnell wie das durchschnittliche Bruttoinlandsprodukt.
Die Gründe dafür sind vielfältig (siehe auch Kapitel Eigenschaften): Zunächst ist Erdöl als Rohstoffquelle leicht zugänglich; dabei beträgt der Anteil am weltweiten Erdölverbrauch von Kunststoffen nur 4 %. Das Gewicht von Kunststoff ist, verglichen mit Eisen- und Keramikwerkstoffen, sehr gering. Die Verarbeitung von Kunststoffen (und speziell Thermoplasten) ist bei niedrigen Temperaturen möglich und damit kostengünstig. Schließlich sind Kunststoffe auch noch durch ihre speziellen Eigenschaften als Funktionswerkstoffe (siehe Kapitel Sonderkunststoffe) für Anwendungen verwendbar, für die sich sonst kein anderes Material in dieser Weise eignen würde und die teilweise erst durch Kunststoffe ermöglicht werden.
In Wirtschaftsstatistiken werden Chemiefasern, sowie Kunstharze in Lack- und Klebstoffen oft von anderen Kunststoffen getrennt ausgewiesen.

### Produktionsstatistik von Kunststoffen
| Jahr | Weltproduktion (jato) |
| ---- | --------------------- |
| 1930 | 10.000                |
| 1949 | 1.000.000             |
| 1965 | 15.000.000            |
| 1976 | 50.000.000            |
| 2003 | 200.000.000           |
| 2008 | 280.000.000           |
| 2017 | 380.000.000           |

| Substanzklasse                               | Jahresproduktion in Tonnen | Umsatz in Mio. Euro | mittlerer Grundpreis in Euro je Tonne |
| -------------------------------------------- | -------------------------- | ------------------- | ------------------------------------- |
| Polyethylen (d>0,94)                         | 1.786.268                  | 1.275               | 713,78                                |
| Ethylen-Polyvinylacetat                      | 31.424                     | 43,5                | 1384,29                               |
| Expandierbares Polystyrol                    | 475.606                    | 515                 | 1082,83                               |
| Anderes Polystyrol                           | 426.272                    | 145,5               | 341,33                                |
| Einheitliches Polyvinylchlorid               | 1.564.029                  | 1.101               | 703,95                                |
| Weichgemachtes Polyvinylchlorid              | 113.212                    | 148,4               | 1310,82                               |
| Vinylchlorid-Vinylacetat-Copolymere          | 437.527                    | 356,5               | 814,81                                |
| Polyacetale                                  | 140.244                    | 333                 | 2374,43                               |
| Polyetheralkohole                            | 566.463                    | 562,7               | 993,36                                |
| Epoxidharze (Formmassen)                     | 99.320                     | 55,2                | 555,78                                |
| Epoxidharze (Klebstoffe)                     | 22.406                     | 40,3                | 1798,63                               |
| Epoxidharze (andere)                         | 179.426                    | 343,2               | 1912,77                               |
| Polycarbonate                                | 326.279                    |                     |                                       |
| Alkydharze                                   | 255.622                    | 208,4               | 815,27                                |
| Polyethylenterephthalat                      | 534.093                    | 615,1               | 1151,67                               |
| Andere Polyester                             | 489.338                    | 583                 | 1191,41                               |
| Polypropylen                                 | 1.928.257                  | 1.429               | 741,08                                |
| Polypropylen-Copolymere                      | 493.962                    | 298                 | 603,29                                |
| Vinylacetat-Copolymere, wässrig (Klebstoffe) | 227.115                    | 132,2               | 582,08                                |
| Acrylpolymere                                | 201.325                    | 562,7               | 2794,98                               |
| Acrylpolymere (Formmassen)                   | 600.940                    | 801,9               | 1334,41                               |
| Andere Acrylpolymere                         | 952.756                    | 650,5               | 682,76                                |
| Polyamide (Formmassen)                       | 587.024                    | 1.296               | 2207,75                               |
| Anderes Polyamid                             | 610.896                    | 732,6               | 1199,22                               |
| Harnstoffharze                               | 1.013.900                  | 358                 | 353,09                                |
| Melaminharze                                 | 355.616                    | 338,9               | 952,99                                |
| Andere Aminoharze, Polyurethane              | 493.962                    | 298                 | 603,29                                |
| Andere Phenolharze                           | 256.604                    | 296,5               | 1155,48                               |
| Andere Polyurethane                          | 1.065.888                  | 1.666               | 1563,02                               |
| Andere Silikone                              | 427.141                    | 1.570               | 3675,60                               |
| Celluloseether und Derivate                  | 188.348                    | 544                 | 2888,27                               |
| Synthetischer Kautschuk, Latex               | 728.442                    | 562,1               | 771,65                                |

## Gesundheitsgefahren
Bereits 1957 wurde eine Kunststoffkommission des Bundesgesundheitsamtes gegründet, um sich mit den vom Kunststoff ausgehenden Gesundheitsgefahren auseinanderzusetzen. Im Gründungsdokument steht der folgende Satz: „Die zunehmende Verwendung von Kunststoffen bei Bearbeitung, Verteilung und Verbrauch von Lebensmitteln, z. B. als Verpackungsmaterial, in Form von Folien sowie als Eßgeschirr, Trinkbecher usw., hat zahlreiche gesundheitliche Probleme aufgeworfen … (… Bulletin der Bundesregierung Nr.156 vom 24. August 1957)“
Polymere (Hauptbestandteile von Kunststoffen) selbst gelten unter physikochemischen Bedingungen des Körpers als unreaktiv (inert) und können von den Zellen lebender Organismen nicht aufgenommen werden. Polymere sind somit voraussichtlich unbedenklich, es gibt jedoch noch viele offene Fragen.:S. 33
Untersucht werden allerdings mögliche Gefahren von Mikroplastik. Gefahren können außerdem von teilweise zugesetzten Additiven ausgehen. Additive können an der Oberfläche des Materials, so bei Bodenbelägen, austreten (Ausschwitzen). Aus diesem Grunde gelten für Lebensmittelverpackungen, Kunststoffe in der Medizin und ähnliche Anwendungen besonders strenge Auflagen hinsichtlich der Verwendung von Additiven. Die in solchen Bereichen eingesetzten Kunststoffe bedürfen einer Zulassung, beispielsweise durch die FDA.
In diesem Zusammenhang ist in der Vergangenheit vor allem Weich-PVC in die Kritik geraten, da diesem Kunststoff besonders große Mengen an Weichmachern zugesetzt werden. Es ist daher schon seit langem nicht mehr als Verpackung für Lebensmittel zugelassen. Ebenso ist in der Europäischen Union Herstellung und Vertrieb von Spielzeug für Kinder bis zum Alter von drei Jahren aus Material untersagt, das Phthalat-Weichmacher (vorrangig DEHP) enthält. Allerdings werden bis heute vor allem in Fernost produzierte Spielzeuge aus Weich-PVC verkauft.
Die in der EU hergestellten und vertriebenen Bodenbeläge, Trinkflaschen, Lebensmittelverpackungen, Kosmetikbehälter, Babyprodukte, Kunststoffspielzeuge etc. enthalten oftmals allerdings ebenfalls gesundheitsschädliche Additive. Die endokrinologische Fachgesellschaft Endocrine Society, die European Society of Endocrinology, die European Society for Pediatric Endocrinology, die Deutsche Gesellschaft für Endokrinologie, das National Institute of Environmental Health Sciences, die UNEP sowie die Weltgesundheitsorganisation (WHO) sehen es als erwiesen an, dass Weichmacher und andere Kunststoffadditive im menschlichen Körper bereits in geringsten Mengen als endokrine Disruptoren wirken und so schädlichen Einfluss auf das Hormonsystem ausüben. Demnach sind zahlreiche Additive (u. a. Phthalate, Parabene und Phenole) unter anderem an der Entstehung von Brust- und Prostatakrebs, Unfruchtbarkeit, Diabetes mellitus, kardiovaskulären Erkrankungen, Schilddrüsenerkrankungen, kindlichen Entwicklungsstörungen sowie neurologischen, neurodegenerativen und psychischen Erkrankungen beim Menschen ursächlich beteiligt.
Zahlreiche medizinische Fachgesellschaften aus verschiedenen Ländern kritisieren, dass die aktuellen Grenzwerte unzureichend seien und deutlich stärkere Regulationsbemühungen nötig wären, um Verbraucher vor den gesundheitsschädlichen Auswirkungen von Kunststoffen zu schützen. Obwohl Wissenschaftler seit über 25 Jahren vor den Gefahren von endokrinen Disruptoren warnen würden, seien kaum politische Maßnahmen ergriffen worden, die Exposition von Verbrauchern gegenüber endokrinen Disruptoren zu reduzieren.
Des Weiteren wird kritisiert, dass die kunststoffproduzierende Industrie zu großen Einfluss auf den Zulassungs-, Bewertungs- und Gesetzgebungsprozess habe und durch gezielte Desinformation der Öffentlichkeit und Infiltration wissenschaftlicher Fachzeitschriften versuche, die öffentliche Meinung einseitig zu beeinflussen und den wissenschaftlichen Konsens zur Gefährlichkeit von Kunststoffen zu leugnen. Dabei würden ähnliche Methoden angewendet wie jene, mit denen im zwanzigsten Jahrhundert die Regulation von Asbest und Tabakrauch herausgezögert worden sei.
Die größte und älteste endokrinologische Fachgesellschaft der Welt, die Endocrine Society, widerspricht explizit den Beteuerungen von Herstellern und staatlichen Risikobewertungsinstituten, wonach bei Einhaltung der aktuellen Grenzwerte keine Gesundheitsgefahr bestehe, und weist darauf hin, dass es keine Grenze gebe, unterhalb derer von einer gesundheitlichen Unbedenklichkeit ausgegangen werden könne. Sie empfiehlt daher zur Vermeidung ernsthafter gesundheitlicher Konsequenzen unter anderem:
- die Vermeidung von industriell produzierten Nahrungsmitteln und in Dosen verpackten Nahrungsmitteln
- die Vermeidung von Aufbewahrungsmitteln aus Kunststoff (insbesondere solche, die mit dem Recycling-Code 3, 6 und 7 gekennzeichnet sind); kein Erhitzen in Kunststoffprodukten (bspw. in der Mikrowelle)
- die Vermeidung der Verwendung von Kunststoffflaschen
- die Vermeidung von Spielzeug aus Kunststoff
- den Verzicht auf Produkte, die endokrine Disruptoren enthalten (Phthalate, Bisphenol A, Parabene)
- die Benutzung von Kosmetika ohne synthetisch hergestellte Duftstoffe
- die Vermeidung des Kontakts mit Thermopapier, wie es oft für Kassenzettel o. ä. verwendet wird
- die Ernährung durch Bio-Lebensmittel, da für deren Produktion keine synthetischen Pestizide verwendet werden dürfen

In einer 2025 erschienen Studie wurden 16.325 Kunststoffchemikalien bewertet, von welchen mehr als 4.200 als bedenkliche Chemikalien eingestuft wurden, die persistent, bioakkumulativ, mobil oder toxisch sind.

## Medien zum Thema

### Bücher
- Hansjürgen Saechtling: International Plastics Handbuch. 1983
  - deutsch: Hansjürger Saechtling: Kunststoff-Taschenbuch. 22. Auflage 1983.
  - Neuauflage: Erwin Baur u. a. (Hrsg.): Saechtling Kunststoff-Taschenbuch. 31. Auflage. Carl Hanser Verlag, München 2013, ISBN 978-3-446-43442-4.
- Otto Schwarz, Friedrich-Wolfhard Ebeling: Kunststoffkunde. 10. Auflage. Vogel Business Media, Würzburg 2016, ISBN 978-3-8343-3366-7.
- Gottfried W. Ehrenstein: Polymer-Werkstoffe. 3. Auflage. Carl Hanser Verlag, München 2011, ISBN 978-3-446-42283-4.
- Peter Elsner u. a. (Hrsg.): Domininghaus – Eigenschaften und Anwendungen. 8. Auflage. Springer, Berlin/Heidelberg 2012, ISBN 978-3-642-16172-8.
- Wolfgang Kaiser: Kunststoffchemie für Ingenieure. 4. Auflage. Carl Hanser Verlag, München 2016, ISBN 978-3-446-44638-0.
- Christian Bonten: Kunststofftechnik – Einführung und Grundlagen. Carl Hanser Verlag, München 2016, ISBN 978-3-446-45223-7.
- Georg Menges u. a.: Werkstoffkunde Kunststoffe. 6. Auflage. Carl Hanser Verlag, München 2011, ISBN 978-3-446-42762-4.
- Reinhard Gächter, Helmut Müller (Hrsg.): Kunststoffadditive. Stabilisatoren, Hilfsstoffe, Weichmacher, Füllstoffe, Verstärkungsmittel, Farbmittel für thermoplastische Kunststoffe. 3. Ausgabe. Carl Hanser Verlag, München/Wien 1990, ISBN 3-446-15627-5.
- Jürgen Dispan: Kunststoffverarbeitung in Deutschland. Branchenreport 2013. (= IMU-Informationsdienst Nr. 4–2013). Stuttgart 2013. Link zur Branchenstudie

### Zeitschriften und Aufsätze
- Kunststoff in der Umwelt - ein Kompendium. Bertling et al. (2021), doi:10.24406/umsicht-n-624998
- Kunststoff-Magazin. Die Kennziffern-Fachzeitschrift der Kunststoff- und Kautschukbranche. Hoppenstedt, Darmstadt ab 1995 ISSN 0941-8520
- Plastverarbeiter (PV). internat. Fachzeitschr. für Verarbeitung, Gestaltung und Anwendung von Kunststoffen. Hüthig, Heidelberg 1.1950,Apr. ff. ISSN 0032-1338
- Kunststoffe, Synthetics. Fachzeitschrift für Herstellung, Verarbeitung und Anwendung von Kunststoffen und neuen Werkstoffen. Vogt-Schild, Solothurn 23.1992,6ff. ISSN 1021-0601
- Kunststoffe (KU). Werkstoffe, Verarbeitung, Anwendung. Organ deutscher Kunststoff-Fachverbände. Fachzeitschrift für Kunststofftechnik. Hanser, München 1.1911 ff. ISSN 0023-5563 (älteste periodische Veröffentlichung zum Thema)
- KunststoffXtra. Fachzeitschrift für die Kunststoff- und Kautschukindustrie. Sigwerb, Zug 1.2010 ff. ISSN 1664-3933
- Harald Cherdron: Moderne Aspekte der Kunststoffe. In: Chemie in unserer Zeit. Band 9, Nr. 1, Februar 1975, S. 25–32, doi:10.1002/ciuz.19750090105.
- Karlheinz Hillermeier und Albrecht Hille: Polyesterfaserverstärkung von duroplastischen Formmassen, BMFT Forschungsbericht, T83–155  (1983), ISSN 0340-7608
- Klaus G. Kohlepp: Wachstum im Wandel der Zeiten – Entwicklungsgeschichte der Kunststoffe. In: Kunststoffe. 5/2005, S. 22–32 (2005).
- Klaus Möbius: Kunststoffe in aller Welt. In: Chemiker-Zeitung. – Chemische Apparatur 83(20) (1959), S. 693–699, ISSN 0009-2894
- Hans Priess: Zur Umbenennung der Kunststoffe in „Polyplaste“. In: Chemiker-Zeitung. 74(21) (1950), S. 265 ff., ISSN 0009-2894
- Dietrich Braun: Der lange Weg zum Makromolekül – Polymerforschung vor Hermann Staudinger. In: Chemie in unserer Zeit. Band 46, Nr. 5, 2012, S. 310–319, doi:10.1002/ciuz.201200566.
- Andreas Kalberer, Delphine Kawecki-Wenger, Thomas Bucheli: Plastik in der Landwirtschaft : Stand des Wissens und Handlungsempfehlungen für die landwirtschaftliche Forschung, Praxis, Industrie und Behörden. In: Agroscope Science. Nr. 89, 2019 (admin.ch [PDF; 1,8 MB]).

### Filmdokumentationen
Die hier gelisteten Dokumentarfilme setzen sich kritisch damit auseinander, wie und wofür Plastik verwendet wird, wie sich Plastikmüll immer mehr verbreitet oder mit welchen Problemen die Nutzung von Einwegartikeln aus Kunststoffen einhergeht.
- 2008: Addicted to Plastic (Kanada).[121]
- 2009: Plastic Planet (Deutschland/Österreich, Regie Isa Willinger). Dokumentarfilm über Verwendung und Verbreitung von KunststoffenFrei verfügbar in der Mediathek der Bundeszentrale für politische Bildung[122]
- 2019: The Plastic Problem (USA). PBS News Hour Dokumentation, die u. a. die Verschmutzung der Ozeane durch Plastik thematisiert[123]
- 2023: Plastic Fantastic (Deutschland, Regie Isa Willinger). Behandelt u. a. Probleme mit Verpackungsmüll, Mikroplastik und unzureichendem Verbraucherschutz.[124]
- 2008: Plastic People (Kanada). Mikroplastik und insbesondere Nanoplastik haben den menschlichen Körper bereits erreicht.[125]

## Institute
- Fraunhofer-Institut für Angewandte Polymerforschung, (IAP) Potsdam-Golm
- Kunststoff-Institut Lüdenscheid
- Institut für Kunststoffverarbeitung (IKV), Aachen
- Institut für Technische und Makromolekulare Chemie (ITMC) Aachen
- Lehrstuhl Makromolekulare Chemie I, Uni Bayreuth
- Institut für Polymere, an der ETH Zürich
- Institut für Werkstofftechnik und Kunststoffverarbeitung (IWK), an der Fachhochschule Ostschweiz (OST) in Rapperswil
- Leibniz-Institut für Polymerforschung Dresden e. V. Dresden
- Lehrstuhl für Kunststofftechnik, Erlangen
- Institut für Technische und Makromolekulare Chemie, Uni Hamburg
- Institut für Kunststofftechnik (IKT), Stuttgart
- Institut für angewandte makromolekulare Chemie, (IAMC) Stuttgart
- Süddeutsches Kunststoff-Zentrum (SKZ), Forschungsinstitut und Ausbildungsstätte für Kunststofftechnik, Würzburg
- Institut für Polymerwerkstoffe und Kunststofftechnik, (PuK) Clausthal-Zellerfeld
- Department für Kunststofftechnik, an der Montanuniversität Leoben
- Lehrstuhl für Kunststofftechnik, Ilmenau

## Verbände
- AVK – Industrievereinigung Verstärkte Kunststoffe e. V. (AVK), Frankfurt am Main
- GKV Gesamtverband Kunststoffverarbeitende Industrie e. V. (GKV), Berlin
- Industrievereinigung Kunststoffverpackungen e. V. (IK), Bad Homburg
- Fachverband Schaumkunststoffe und Polyurethane e. V. (FSK), Frankfurt am Main